# Kapfenberg
Kapfenberg ist mit 21.907 Einwohnern (Stand 1. Jänner 2025) die drittgrößte Stadt im österreichischen Bundesland Steiermark sowie größte Stadt im Gerichtsbezirk Bruck an der Mur und im politischen Bezirk Bruck-Mürzzuschlag. Die Stadt liegt zwischen Kindberg und Bruck an der Mur am Fluss Mürz im Mürztal. Im Rahmen der Gemeindestrukturreform in der Steiermark wurde Kapfenberg am 1. Jänner 2015 mit der vormals eigenständigen Gemeinde Parschlug vereinigt. Das Gebiet der Stadtgemeinde ist wesentlich vom Wald geprägt, der rund 66 % der Gemeindefläche ausmacht.
Bekannt wurde die im Jahr 1145 zum ersten Mal urkundlich erwähnte Stadt vor allem durch die ansässige Stahlindustrie. Die Nähe zum steirischen Erzberg und Wasserkraft in ausreichendem Maß haben hier schon ab dem 15. Jahrhundert mehrere Hammerwerke entstehen lassen. Insbesondere seit der Übernahme der Werke durch die Gebrüder Böhler – heute allesamt im Eigentum der voestalpine AG – im Jahr 1894 wurde der Ruf als Stahlstadt begründet.
Heute liegt der Schwerpunkt auf der Erzeugung von speziellen Stahllegierungen für Werkzeuge, Medizintechnik, Luftfahrt sowie Legierungspulver für additive Fertigung (Metall 3D-Druck). Kapfenbergs Bedeutung als Industriestadt hat durch neue High-Tech Betriebe, unter anderem Pankl Racing, weiter zugenommen. Die örtlichen Betriebe gehören zu den wichtigsten Arbeitgebern der Region.
Oberhalb der Stadt befindet sich die 1173 erstmals urkundlich erwähnte Burg Oberkapfenberg, auf der jährlich eines der größten Ritterfeste Österreichs stattfindet. Die in den Jahren nach 1992 restaurierte Burg und ein großes Angebot von Sportmöglichkeiten bilden den Mittelpunkt der touristischen Aktivitäten der Stadt.

## Geografie

### Geografische Lage
Kapfenberg befindet sich Luftlinie in etwa 43 Kilometer nördlich der steirischen Landeshauptstadt Graz und circa 117 Kilometer südwestlich der österreichischen Bundeshauptstadt Wien.
Die Stadt liegt im südlichen Abschnitt des Mürztals zwischen den Mürztaler und den Fischbacher Alpen. Im Gebiet von Kapfenberg münden das Thörltal (von rechts) und das Lamingtal in das Mürztal. Höchster Punkt ist mit 1583 m ü. A. der Floning, der tiefste Punkt mit 483 m ü. A. ist die Mürz an der Gemeindegrenze zu Bruck an der Mur, welche circa 1,2 Kilometer flussabwärts in die Mur mündet.

### Ausdehnung und Gliederung des Gemeindegebiets

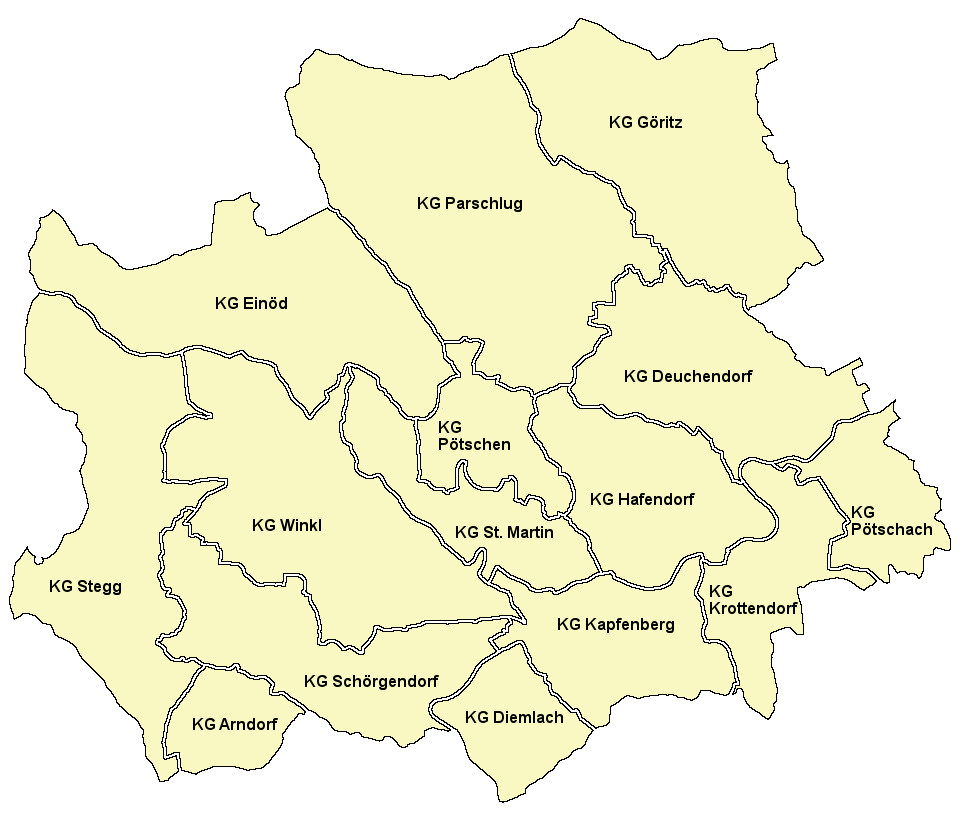
Katastralgemeinden von Kapfenberg

Die Fläche des Gemeindegebiets betrug bis zur Zusammenlegung mit Parschlug im Jahr 2015 61,22 km2 und nach der Zusammenlegung 82,08 km2. Die Gemeindegrenze hatte einen Umfang von 45,1 Kilometern und danach 52 Kilometer. Die Ausdehnung des Gemeindegebiets in Nord-Süd-Richtung betrug bis 2015 etwa 8 Kilometer und danach etwa 10,2 km. Die Ausdehnung in Ost-West-Richtung blieb unverändert etwa 12,4 Kilometer.
Das Gemeindegebiet umfasst folgende 16 Ortschaften (Einwohner Stand 1. Jänner 2025):
- Arndorf (326)
- Deuchendorf (5492)
- Diemlach (2043)
- Einöd (117)
- Göritz (610)
- Hafendorf (5908)
- Kapfenberg (2963)
- Krottendorf (183)
- Parschlug (1154)
- Pönegg (11)
- Pötschach (81)
- Pötschen (47)
- Sankt Martin (2392)
- Schörgendorf (177)
- Stegg (41)
- Winkl (362)

Kapfenberg ist seit dem Jahr 2015 in 15 Katastralgemeinden (KG) gegliedert, welche sich im Wesentlichen auf die drei Talschaften der Mürz, der Laming und des Thörlbachs aufteilen:
- Arndorf ist mit 181,53 ha die kleinste KG von Kapfenberg und liegt im Lamingtal. 75 % der Fläche sind bewaldet. Früher Arpindorf (namensgebend war der Pfalzgraf Aribo, der 1020 das Dorf geschenkt bekam) genannt, hat Arndorf seinen dörflichen Charakter weitgehend beibehalten.[3]
- Deuchendorf, eine ursprünglich dünn besiedelte und hauptsächlich landwirtschaftlich geprägte KG (590,48 ha), besitzt einige größere Wohnsiedlungen und mehrere landwirtschaftliche Betriebe. Seit 1939 entstanden die Ortsteile Schirmitzbühel und Apfelmoar, die sich in den letzten Jahrzehnten zu einer Art Satellitenstadt entwickelt haben. An der Grenze zu Sankt Lorenzen im Mürztal befindet sich das Einkaufszentrum Euromarkt.
- Die KG Diemlach (230 ha) besteht größtenteils aus dem ehemaligen Werksgelände der Felten & Guilleaume AG, dem Frachtenbahnhof, einigen Siedlungen und dem Diemlachkogel (714 m ü. A.).
- Einöd (830,71 ha) ist zu 92 % gebirgig und bewaldet. Hier befinden sich mit dem Floning der höchste Punkt von Kapfenberg und die Rettenwandhöhle.
- Göritz (852,87 ha) gehört seit der steiermärkischen Gemeindestrukturreform 2015 zu Kapfenberg. Das früheste Schriftzeugnis ist aus dem Jahr 1302 und lautet „Goeritz“. Der Name geht auf die slawische Bezeichnung Gorica (kleiner Berg, Hügel) zurück.
- Die KG Hafendorf (468,62 ha) erfuhr im letzten Jahrhundert eine grundlegende Veränderung. Während sie früher äußerst spärlich besiedelt und die Flächen zumeist landwirtschaftlich genutzt waren, ist die KG mittlerweile die dichtest besiedelte von Kapfenberg geworden. Der frühere Name Hafnerdorf ist ein Hinweis auf das Hafnerhandwerk, das hier ansässig war. Nach dem Anschluss Österreichs an das Deutsche Reich wurde 1938 unter den Nationalsozialisten mit dem Bau der Hochschwabsiedlung (namensgebend war, abgesehen von der gleichnamigen Gebirgsgruppe, der Deckname einer nationalsozialistischen Untergrundgruppe aus der Zeit der Illegalität von 1933 bis 1938 gewesen) begonnen. Ab 1965 entstand die Siedlung Walfersam.[3]
- In der KG Kapfenberg (412,08 ha) befinden sich das alte (Altstadt mit Hauptplatz) und das neue Zentrum (Europaplatz) der Stadt, der Schlossberg mit der Burg und das Sportzentrum.

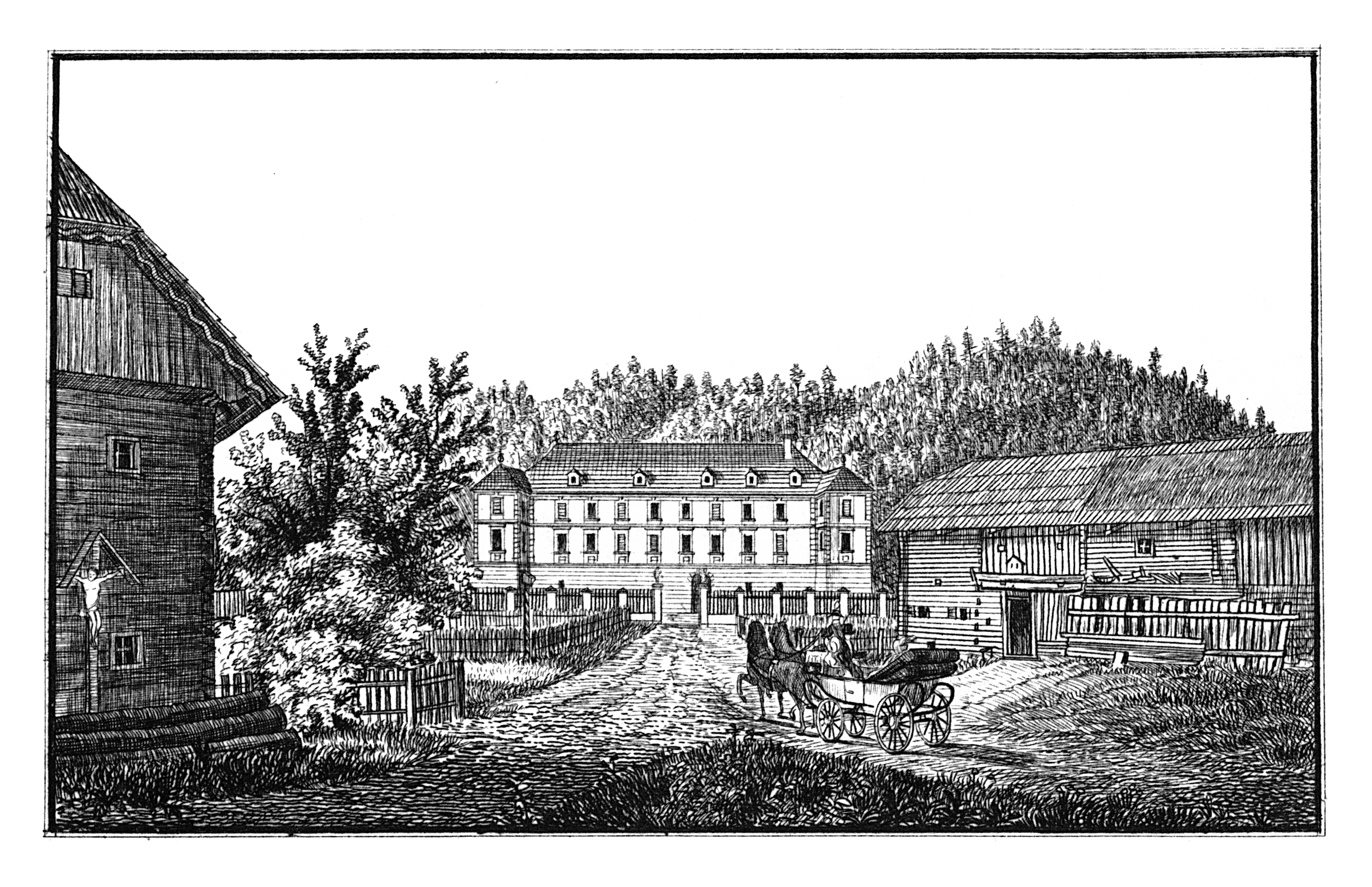
Schloss Krottendorf, Lith. um 1830, J.F.Kaiser, Graz

- Krottendorf (332,96 ha) ist nach dem gleichnamigen Schloss, ursprünglich eine Wasserburg, benannt. Auf dem größten Teil der Bebauungsfläche befindet sich das Werk VI von Böhler. In nicht mehr benötigten Gebäuden des Werkes VI ist derzeit unter anderem die FH Joanneum untergebracht.
- Parschlug (1.227,43 ha) wurde 1203 das erste Mal urkundlich erwähnt und gehört seit der steiermärkischen Gemeindestrukturreform 2015 zu Kapfenberg. Um 1800 wurde hier mit dem Abbau von Braunkohle begonnen, welcher 1959 dann eingestellt wurde.

- Pötschach (265,43 ha) enthält einen Teil des Werkes VI, das größtenteils zu Krottendorf (siehe unten) gehört. Außerdem entsteht hier auf einem ehemaligen Gelände der Firma Böhler mit 150.000 m² ein Industriepark.
- Das Gebiet der KG Pötschen (242,37 ha), der am ursprünglichsten erhaltenen KG, ist zu 62 % bewaldet. In ihr liegen einige große landwirtschaftliche Betriebe.
- Schörgendorf besteht zu 60 % der Fläche (561,62 ha) aus Wald. Der ursprüngliche Name von Schörgendorf war Schergendorf, also das Dorf mit einem Dorfrichter.[3]
- Das Gebiet der KG St. Martin (327,11 ha) ist das älteste Siedlungszentrum der Stadt. Um die Kirche St. Martin liegt der städtische Friedhof. In der Mitte des neunzehnten Jahrhunderts war hier das Kurhotel Steinerhof und der benachbarte Fürstenhof mit angeschlossener Wasserheilanstalt, die jedoch mit dem Ausbau der Stahlerzeugung und der daraus folgenden Luftverschmutzung aufgegeben wurden. Der westliche Teil der Hochschwabsiedlung und der Ortsteil Redfeld befinden sich ebenfalls in dieser KG.[3] Seit 1896 läuft hier ein Kleinkraftwerk am Thörlbach.
- Stegg ist mit 767,16 ha Wald bei 825,62 ha Gesamtfläche die am stärksten bewaldete KG. Im Süden der KG führt die Tragößerstraße L 111 nach Sankt Katharein an der Laming und Tragöß.
- In Winkl (859,51 ha) liegt der Hauptteil des Böhler-Stammwerks.

### Eingemeindungen
Die Ortsgemeinde Kapfenberg entstand am 18. März 1850 durch den Zusammenschluss der Gemeinden Markt Kapfenberg, Arndorf, Berndorf, Diemlach, Einöd, Pötschen, Schörgendorf, St. Martin, Stegg und Winkl.
Die Katastralgemeinde Berndorf wurde jedoch im Jahr 1922 in die Stadt Bruck an der Mur eingemeindet. Maßgebend daran mitgewirkt hatte der Sozialdemokrat Koloman Wallisch und der Grund dafür war politischer Natur: Durch die Eingemeindung von Berndorf, wo viele sozialdemokratische Eisenbahnbedienstete lebten, konnten die Sozialdemokraten die Mehrheit im bis dahin bürgerlichen Bruck erlangen.
Im Jahr 1939 wurde die Ortsgemeinde Hafendorf mit den Katastralgemeinden Deuchendorf, Hafendorf, Krottendorf und Pötschach in die Stadt Kapfenberg eingemeindet. Damit war die Gliederung bis Ende 2014 erreicht.
Per 1. Jänner 2015 wurde die Gemeinde Parschlug per Verordnung eingemeindet. Grundlage dafür war das Steiermärkische Gemeindestrukturreformgesetz – StGsrG.

### Nachbargemeinden
| Thörl                  | Turnau                                      |              |
| Tragöß-Sankt Katharein | Kompassrose, die auf Nachbargemeinden zeigt | St. Lorenzen |
|                        | Bruck                                       | St. Marein   |

### Geologie
Das Mürztal, im Norden durch die Mürztaler Alpen und im Süden durch die Fischbacher Alpen begrenzt, ist zwischen Mürzhofen und Kapfenberg beckenartig erweitert und ein Teil der Norischen Senke. Im Norden und Süden des Tales lagern jungtertiäre Sedimente des inneralpinen Tertiärs, die an die sogenannte Mur-Mürzfurche, eine tektonische Schwächezone (Lineament), gebunden sind. Die Terrassen im Talbereich aus Sanden und Schottern haben geringe Mächtigkeiten von bis zu zehn Metern; der Streifen der Talaue ist unterschiedlich breit. Innerhalb der quartären Sedimente verläuft ein geschlossener Grundwasserkörper, der an vielen Stellen mit der Mürz in Verbindung steht und von den Bergzügen gespeist wird.

### Klima

Klimadiagramm von Kapfenberg.

Kapfenberg liegt in der gemäßigten kontinentalen Klimazone und gehört zur steirischen Klimaregion Mürztal, welche sich bis Mürzzuschlag erstreckt. Die Temperatur schwankt im langjährigen Monatsmittel zwischen −2,3 °C im Jänner und 18,9 °C im Juli. Die durchschnittliche Jahrestemperatur beträgt 8,8 °C und die mittlere Sonnenscheindauer 1676 Stunden pro Jahr. Das Gebiet ist besonders im Winter windarm und deshalb nebelanfällig (häufig auftretender Hochnebel). Dadurch wird die Sonnenscheindauer in den Monaten von Oktober bis Februar deutlich beeinträchtigt und kann in Tallagen unter 30 Prozent liegen.
Im Sommer gibt es ein deutliches Niederschlagsmaximum bezogen auf den Jahresverlauf. Der meiste Niederschlag fällt im August mit durchschnittlich 128 mm und der geringste im Februar mit durchschnittlich 23 mm. Der durchschnittliche Jahresniederschlag liegt bei 799 mm. Die Niederschlagsfelder erreichen das Gebiet häufig über den Hochschwab im Alpenhauptkamm.

## Geschichte

### Ur- und Frühgeschichte sowie Antike
Für die Jungsteinzeit sind erste Dauerbesiedlungen im Gebiet der Rettenwandhöhle (5000–3000 v. Chr.) und der Ofenberger Höhle im Stollingergraben nachweisbar. Diese Besiedlungen dehnten sich aus und umfassten in der Bronzezeit bereits das Mürztal entlang der Gemeinden Kapfenberg, Wartberg und Kindberg. Ab dem zweiten Jahrhundert vor Christus gehörte dieser Raum zum Königreich Noricum, welches um 45 nach Christus unter dem Kaiser Claudius als Provinz Noricum in das römische Reich einging. Dabei entstand eine erste römische Poststation mit dem Namen Poedicum (Bruck an der Mur). Nach dem Zusammenbruch des römischen Reiches wurden die Siedlungen größtenteils wieder aufgegeben.
Während der Völkerwanderung besiedelten Slawen das beinahe verlassene Land und gründeten kleinere Siedlungen und Höfe. Viele Namen von Stadtteilen und Gebieten (z. B. Schinitz, Pötschen, Diemlach u. a.) gehen darauf zurück.

### Mittelalter

#### Besiedlung aus dem bairischen Raum

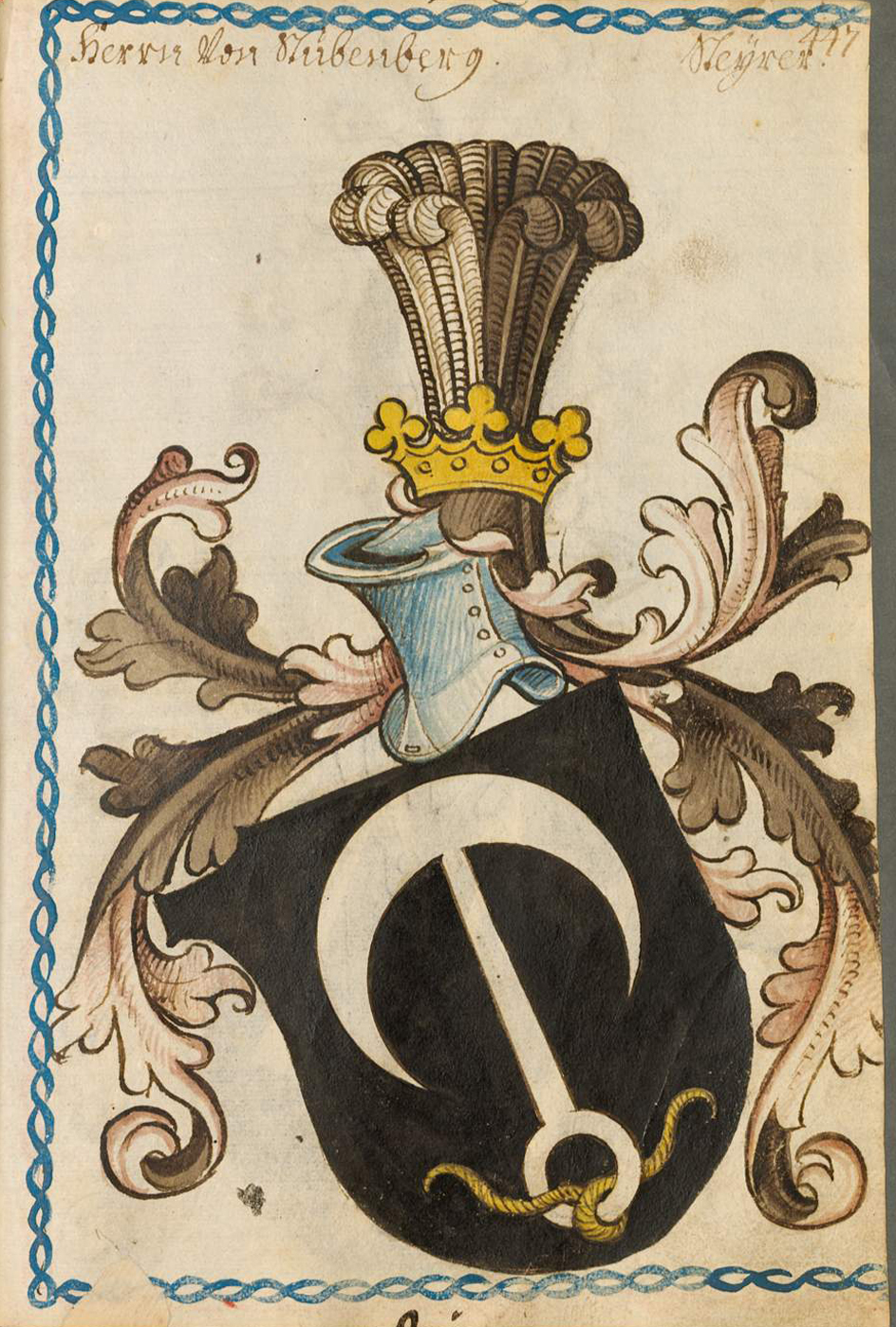
Wappen der Herren von Stubenberg

Im 7. Jahrhundert verschmolzen die Stämme der sogenannten Alpenslawen mit romanischen Siedlern und anderen Restgruppen zum Neustamm der Karantanen. Auch Siedler aus dem bairischen Raum kamen in das Gebiet. Mitte des 8. Jahrhunderts erlangte das Herzogtum Bayern die Herrschaft über Karantanien. Noch gegen Ende des Jahrhunderts wurde Bayern vom Fränkischen Reich einverleibt. Um 890 n. Chr. fiel das Gebiet um Kapfenberg während der Ungarneinfälle an das Ungarnreich. Etwa 60 Jahre später, 955, wurden die Ungarn nach der Schlacht auf dem Lechfeld durch König Otto den Großen wieder vertrieben und es begann abermals eine Neubesiedelung, die vom bairisch-fränkischen Raum ausging.

#### Die Stubenberger und die Errichtung der Burg Oberkapfenberg
Viele Gebiete der heutigen Ortschaften von Kapfenberg wurden in der Folge als Lehen an verschiedene Adelsgeschlechter vergeben. Die wichtigsten Herren in den folgenden Jahrhunderten wurden die Grafen von Stubenberg, die die Burg Oberkapfenberg errichteten. Dass sich von der Burg aus das Mürztal flussaufwärts und flussabwärts sowie das Thörltal gut beobachten lassen und das Mürztal unterhalb des Burgberges natürlich verengt ist, erklärt die strategisch gute Lage des Standortes. Um 1173 wurde der Name Chastrum chaffenberch (Burg am Ausschauberg) erstmals in einer Urkunde genannt.
Aufgrund der befestigten Lage entstand bald eine größere Siedlung unterhalb der Burg. Die Wege durch das Mürztal wurden Teil einer bis in die neueste Geschichte für den Italienhandel wichtigen Handelsverbindung. Zu Beginn des 13. Jahrhunderts errichteten die Stubenberger eine Mautstation zur Finanzierung der Erhaltung dieser Wege und zweier Brücken über die Mürz. Auch wurde der Verlauf der Durchzugsstraße geändert und ermöglichte so die weitere Ansiedlung von Handwerkern entlang der Straße.

#### Markt Chapfinberch

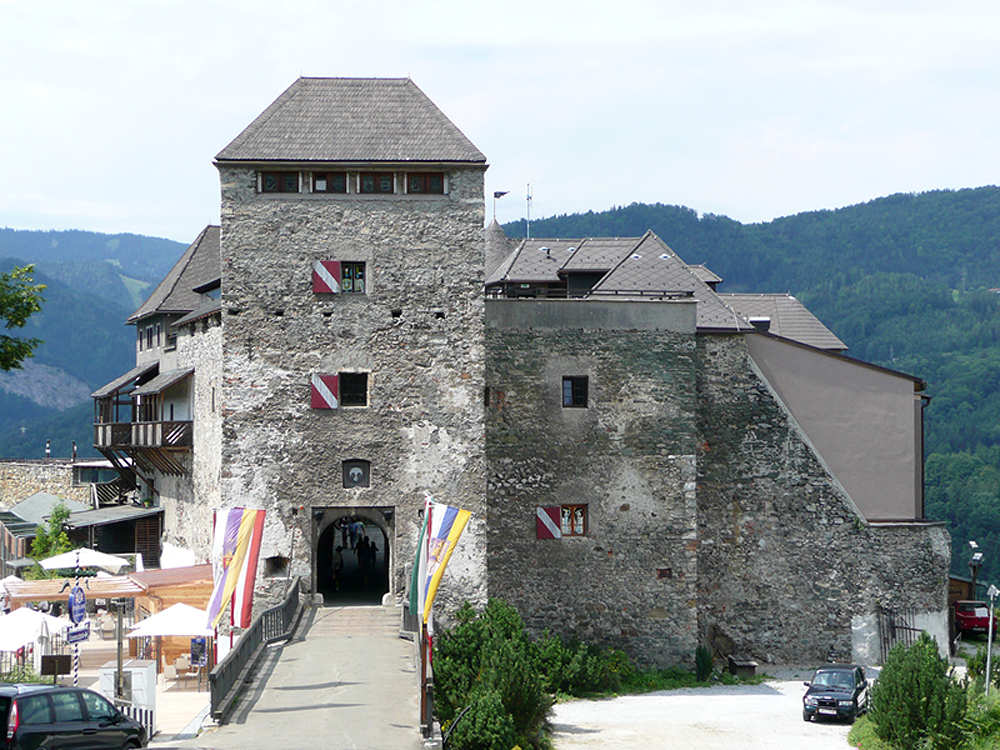
Burg Oberkapfenberg im Jahr 2007

Es vergingen einige ruhige Jahre und Kapfenberg wurde zum Markt erhoben. Es ist jedoch unklar, ob dies nach den damaligen Gesetzen durch den König geschah oder ob die Stubenberger selbst sich das Recht herausnahmen, Kapfenberg in den Stand eines Marktes zu erheben. Urkundlich erwähnt wurde Chapfinberch als Markt das erste Mal im Jahr 1256 und war fortan offensichtlich als solcher anerkannt. Mit Haertel der Richter wird in einer Urkunde von 1328 erstmals ein Marktrichter genannt, welcher von den Stubenbergern ernannt wurde.
Danach begann in der Steiermark die Herrschaft der Babenberger. Nach deren frühen Abtreten fiel das Land nach einigen Wirren im Jahr 1260 König Ottokar II. von Böhmen zu. Dieser versuchte, viele Güter und Ländereien an sich zu bringen, ließ 1268 einige Fürsten verhaften und ihre Burgen schleifen. Wulfing von Stubenberg und die Burg Oberkapfenberg gehörten dazu. Jedoch wird vermutet, dass nur Teile der Burg geschleift wurden und diese somit nicht völlig zerstört wurde. Wulfing von Stubenberg ließ jedoch um 1269 an einer anderen Stelle unterhalb der unbewohnbaren Burg die heutige Burg Oberkapfenberg errichten. Die Loretokapelle steht an der Stelle der alten Burg. Nach dem Tod König Ottokars schworen die steirischen Adeligen und damit auch die Stubenberger König Rudolf aus dem Haus Habsburg die Treue.

### Neuzeit

#### Beginn der Eisenverarbeitung

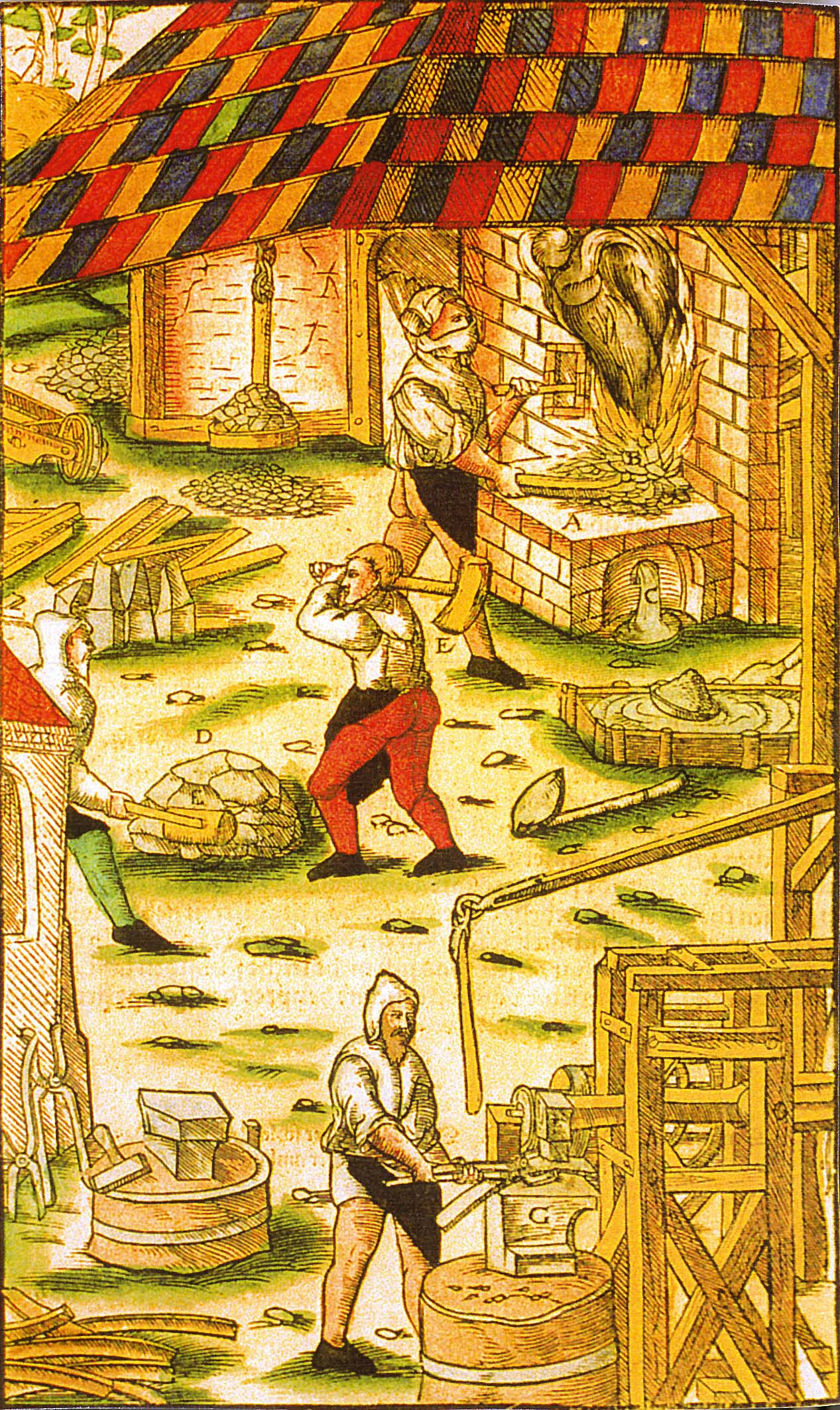
Eisenhammer im 16. Jahrhundert

Im 14. und 15. Jahrhundert konnten die Stubenberger unter der Herrschaft der Habsburger ihren Einfluss und ihren Besitz weiter ausbauen. Zu dieser Zeit entstanden in dem Gebiet auch die ersten Hammerwerke (ab 1446), die Vorläufer der seit dem 19. Jahrhundert ansässigen Stahlindustrie. Das Roheisen wurde dazu von Vordernberg nach Kapfenberg transportiert. Wasserkraft und Wälder für die Erzeugung von Holzkohle für die Hammerwerke waren in ausreichendem Maße vorhanden. Die zweite Hälfte des 15. Jahrhunderts brachte schwierige Jahre für die Bevölkerung. Der Einfall der Osmanen, der Krieg gegen die Ungarn um 1480, die die Burg Oberkapfenberg bis 1491 besetzt hielten, eine Heuschreckenplage, die Pest und Hungersnöte plagten die Menschen.
Im Februar 1526 erhielten die Kapfenberger Bürger von den Stubenbergern das Recht, zwölf Ratsherren und einen Marktrichter demokratisch zu wählen. Bis dahin war der Marktrichter immer von den Marktherren ernannt worden.

#### Reformation und Gegenreformation

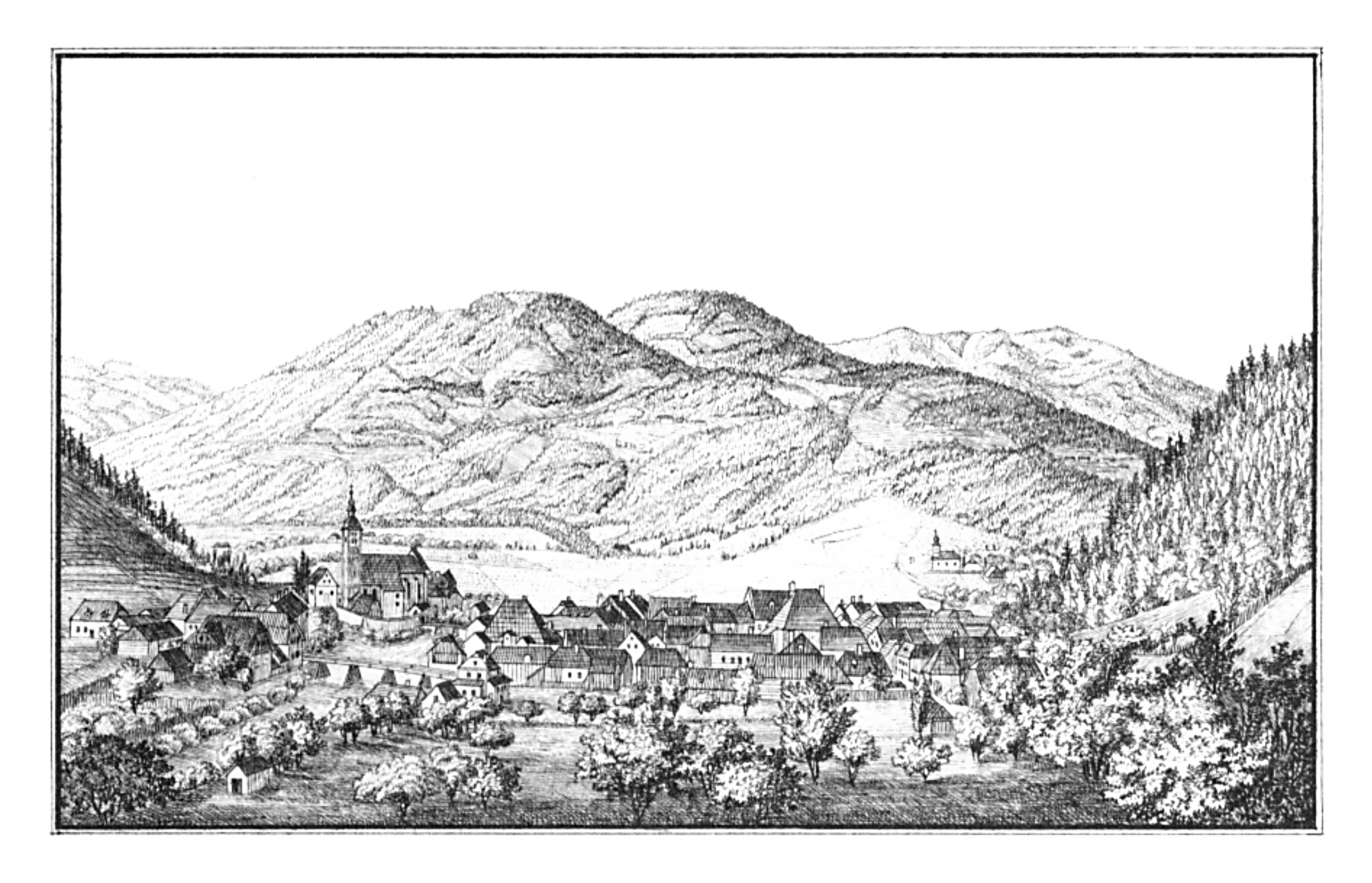
Kapfenberg von Südosten, lith. um 1830, J.F.Kaiser, Graz

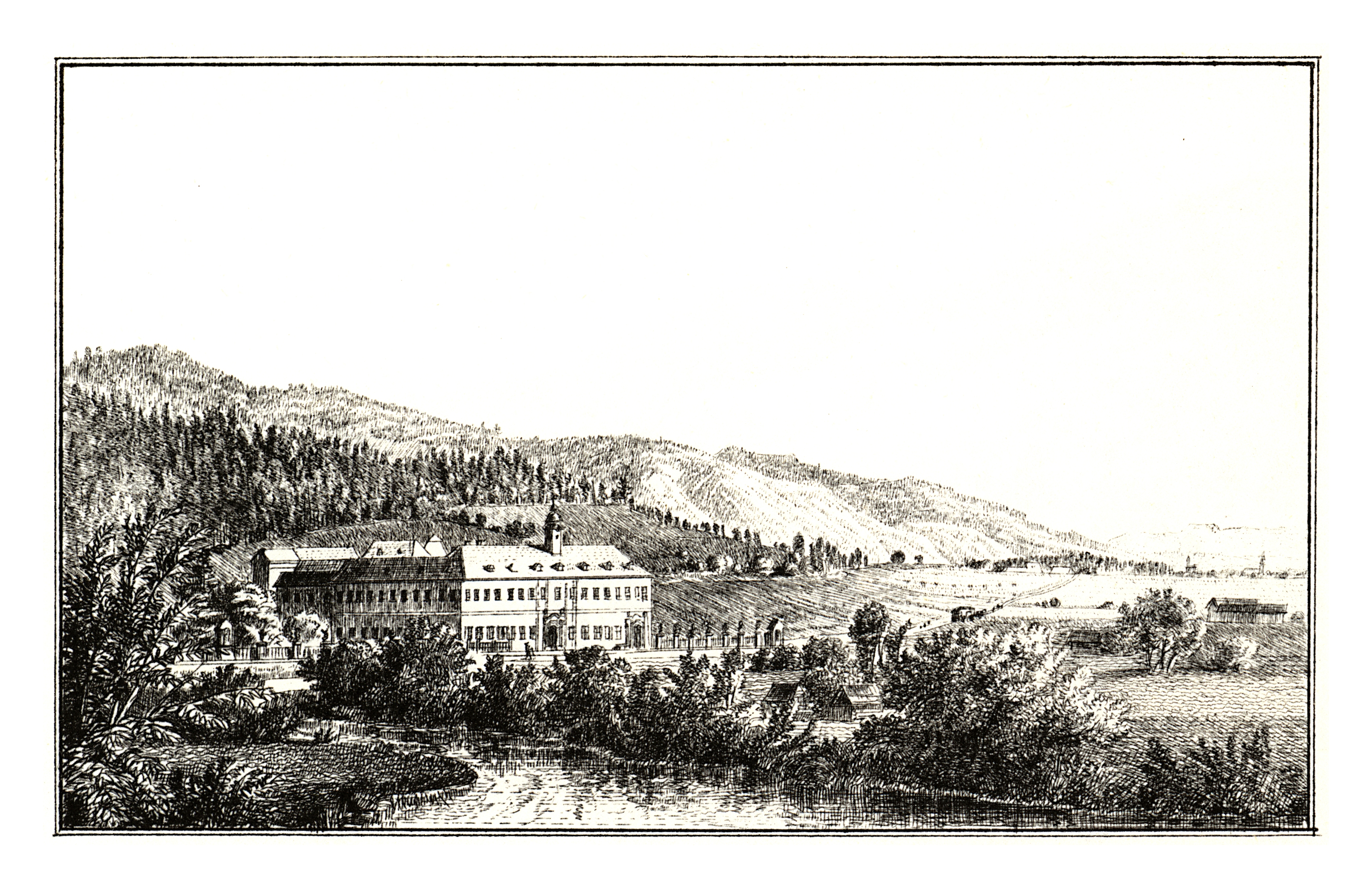
Schloss Wieden, lith. um 1830, J.F.Kaiser, Graz

Als sich im 16. Jahrhundert der Protestantismus im deutschsprachigen Raum ausbreitete, wandten sich auch die Herren von Stubenberg und ein großer Teil der Kapfenberger Bevölkerung von der katholischen Kirche ab. Dies führte zu Konflikten mit den streng katholischen Landesfürsten.
Im Zuge der Gegenreformation wurden im 17. Jahrhundert protestantische Bürger und Adelige bestraft oder ausgewiesen. Georg von Stubenberg, Herr von Kapfenberg, musste deshalb mit seiner Frau 1629 nach Regensburg in Bayern auswandern, wo er bereits 1630 verstarb und auf dem Petersfriedhof begraben wurde. Der Friedhof mit allen Denkmälern wurde bereits 1632 von bayerischen Besatzungstruppen zerstört, jedoch hat sich die Grabplatte von Georg von Stubenberg erhalten und findet sich heute auf dem Gesandtenfriedhof bei der Dreieinigkeitskirche als Bestandteil des Stubenberg-Epitaphs. Die Herrschaft über Kapfenberg überließ er seinen katholischen Großneffen Georg und Wolf. Wolf von Stubenberg erwirkte von Kaiser Ferdinand III. 1647 als Gegenleistung für seine Dienste die Verleihung eines Wappens für den Markt Khapffenberg. In diesem Jahrhundert bedrohten wiederum Kriege gegen die Türken und mehrere Pestepidemien das Leben der Kapfenberger Bevölkerung.
Die Pestgefahr verfolgte die Menschen auch noch am Anfang des 18. Jahrhunderts bis zum Jahr 1716. Danach gab es in der Steiermark keine Pesterkrankungen mehr. Der Ausbau der Straße über den Semmering 1728 hatte eine sehr positive Auswirkung auf die wirtschaftliche Entwicklung des Handwerksgewerbes in Kapfenberg und auf die Einnahmen aus der Maut. Durch die dichter werdende Bebauung kam es immer wieder zu größeren Brandkatastrophen, von denen jene im Jahr 1733 fast den gesamten Markt vernichtete. Als die Herren von Stubenberg 1739 das Schloss Wieden im Tal erbauten und dorthin umzogen, begann die ungenutzte Burg zu verfallen. Zu dieser Zeit gab es in Kapfenberg bereits mehrere kleinere und größere Hammerwerke, von denen die wichtigsten der Höllhammer, der Erlachhammer und der Hammer an der Laming waren. Da die Hammerwerke einen erhöhten Bedarf an Kohle hatten, wurde ab 1759 in Winkl auch Steinkohle abgebaut. Des Weiteren wurde mit dem Bau befestigter Straßen und der Kanalisation begonnen.

#### Bau der Südbahn und die Entstehung der Gemeinde Kapfenberg
Am Ende des 18. und zu Beginn des 19. Jahrhunderts kamen im Zuge der Franzosenkriege mehrmals (1797, 1799, 1800, 1805 und 1809) französische Soldaten in die Obersteiermark und auch nach Kapfenberg. Neben den Folgen der Kriege litt die Bevölkerung auch im 19. Jahrhundert durch mehrere schwere Hochwasser- und Brandkatastrophen. So wurden beispielsweise im Jahr 1814 61 der insgesamt 97 Häuser durch einen Großbrand vernichtet. 1819 wurde die mittlerweile verfallene Burg durch einen Teilabbruch weiter zerstört, da man Steine für den Bau eines Stadttheaters in Bruck an der Mur benötigte. Als der Staat mit dem Bau der Südbahn begann, wurde ab 1841 in Kapfenberg an der Eisenbahnstrecke gebaut und 1848 das erste Postamt am Bahnhof errichtet. Mit der Fertigstellung der Südbahn 1857 konnten Personen und Waren mit der Eisenbahn von Kapfenberg zum Mittelmeerhafen Triest und nach Wien befördert werden.
Am 18. März 1850 entstand die Ortsgemeinde Kapfenberg durch den Zusammenschluss der Gemeinden Markt Kapfenberg, Arndorf, Berndorf, Diemlach, Einöd, Pötschen, Schörgendorf, St. Martin, Stegg und Winkl und am 20. Juli 1850 wurde der erste Gemeinderat gewählt. Der erste Bürgermeister war Wolfgang Graf von Stubenberg.

### Zeitgeschichte

#### Beginn der Industrialisierung in der Stahlstadt und Gründung der Böhler-Werke

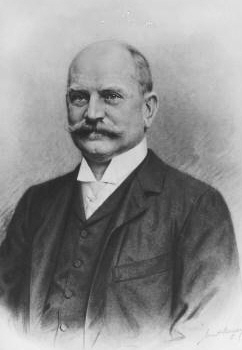
Albert Böhler (um 1890)

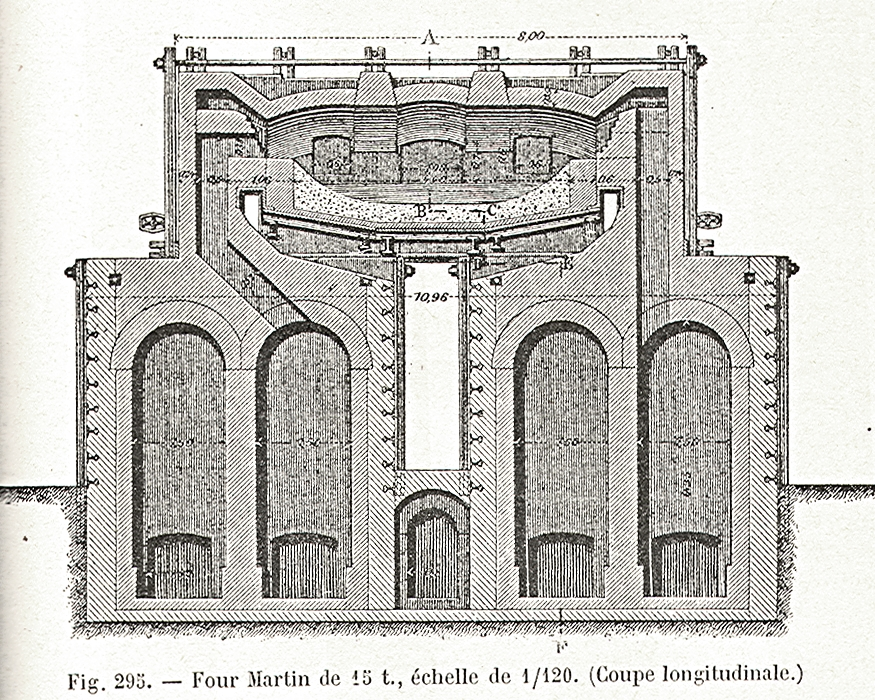
Siemens-Martin-Ofen

In der zweiten Hälfte des 19. Jahrhunderts setzte die Industrialisierung der Eisen- und Stahlverarbeitung in Kapfenberg ein. 1854 erwarb Franz Mayr mehrere Hammerwerke in Kapfenberg; Dampfmaschinen ersetzten die Wasserräder. Unter der Leitung von Fridolin Reiser wurde 1859 ein Siemens-Martin-Ofen, der erste im deutschsprachigen Raum, gebaut. Der mittlerweile geadelte Franz Mayr von Melnhof verkaufte das Werk 1872 an die Innerberger Hauptgewerkschaft, die es ausbaute und 1881 an die Österreichisch-Alpine Montangesellschaft weiterveräußerte. Die jährliche Produktionsmenge betrug 1891 bereits 4000 Tonnen und das Werk beschäftigte circa 500 Arbeiter. Neben der Gussstahlfabrik Kapfenberg entstanden noch weitere Werke. So kaufte 1855 Hans Pengg den Eisenhammer in Einöd und nannte ihn Hansenhütte. In Diemlach errichtete Friedrich Bruno Andrieu ein Stahl- und Walzwerk, das später durch seine Söhne an Felten & Guilleaume verkauft wurde.
Die ständig wachsende Arbeiterschaft begann, sich ab 1868 zu organisieren, und gründete die ersten Arbeitervereine zur Wahrung ihrer Interessen.
1893 wurde die Lokalbahn von Kapfenberg nach Au-Seewiesen, die sogenannte Thörlerbahn eröffnet. Die Stahlwerke erhielten damit einen besseren Anschluss an die Südbahn.
Am 29. Jänner 1894 kauften die Gebrüder Böhler das Gussstahlwerk Kapfenberg samt den dazugehörenden Liegenschaften für 800.000 Gulden von der Alpine Montangesellschaft. Die Entwicklung der Gemeinde war in den darauffolgenden Jahrzehnten eng mit der Entwicklung der Böhler-Werke verbunden.
1896 begann die Elektrizitätserzeugung im Kraftwerk St. Martin am Thörlerbach.

#### Ausbau zum Rüstungsstandort
Die Stadt und ihre Bewohner profitierten in großem Maße von der Rüstungsindustrie des Ersten und des Zweiten Weltkriegs. Zu Beginn des 20. Jahrhunderts wurde für die immer größer werdende Einwohneranzahl, welche sich in den Jahren zwischen 1869 und 1900 von etwa 3000 auf circa 6000 verdoppelt hatte, eine Reihe von Bauwerken errichtet. So wurden einige Villen für leitende Angestellte, viele Arbeiter-Wohnsiedlungen, im Jahr 1900 eine Hochquellenwasserleitung und 1906 das erste Elektrizitätswerk gebaut und die Beleuchtung der Straßen von Öl auf Elektrizität umgestellt. Durch den Rüstungsbedarf des Ersten Weltkriegs verzehnfachte sich die Belegschaft der Böhlerwerke von 1900 bis 1918 bis auf 7500 Beschäftigte. Darunter waren allerdings auch Kriegsgefangene, für deren Unterbringung eigene Barackenlager errichtet wurden. Die Belegschaftszahl sank jedoch nach Kriegsende wieder auf 2140 im Jahr 1924. Um die große Anzahl von Arbeitslosen zu beschäftigen, ließ die Gemeinde sogenannte Notstandsbauten errichten.
Am 21. Oktober 1918 ereignete sich ein schwerer Eisenbahnunfall in der Einfahrt zum Bahnhof Kapfenberg. Der Schnellzug Nr. 5 von Wien nach Laibach fuhr auf einen Güterzug auf und ein Fronturlauberzug, der in der Gegenrichtung unterwegs war, in die Trümmer der Unfallstelle hinein. 13 Menschen starben, 106 wurden darüber hinaus verletzt.

#### Erhebung zur Stadt und Bürgerkrieg
Die Stadterhebung erfolgte am 9. Mai 1924 und angesichts der tristen Lage ohne größere Feierlichkeiten. Die große soziale Not führte in den darauf folgenden Jahren zu immer radikaleren politischen Auseinandersetzungen in Form von Demonstrationen, Streiks und Ausschreitungen. 1929 veranstaltete die NSDAP ihren Landesparteitag in Kapfenberg. Bei Betriebsratswahlen in den Böhlerwerken kam es zu gewalttätigen Ausschreitungen. Am 13. September 1931 wurden beim Putschversuch der Heimwehr, dem Pfrimer-Putsch, in Kapfenberg zwei Menschen getötet, mehrere Personen verletzt und Bürgermeister Josef Schweighardt für mehrere Stunden gefangen genommen. Bei den Gemeinderatswahlen im April 1932 erhielt die NSDAP zwei Mandate und es gab bereits mehr als 1000 Arbeitslose in der Stadt. In Diemlach wurde von der Polizei ein Waffenlager des Republikanischen Schutzbundes entdeckt und die Nationalsozialisten verübten mehrere Sprengstoffanschläge in der Stadt. Am 12. und 13. Februar 1934 fanden beim Februaraufstand auch in Kapfenberg heftige Kämpfe statt. Bei der bewaffneten Auseinandersetzung zwischen dem Schutzbund unter der Führung von Koloman Wallisch und der Gendarmerie sowie dem Bundesheer wurden in Kapfenberg zwei Menschen getötet und vier Personen verletzt. Wallisch wurde verhaftet und noch am 19. Februar in Leoben hingerichtet. Etwa 40 Schutzbundangehörigen wurde in den Monaten danach wegen Hochverrats der Prozess gemacht und die Sozialdemokratische Arbeiterpartei in Österreich verboten.

#### Erbauung des Werkes VI und Gründung der GEMYSAG sowie der MVG
Nach dem Anschluss Österreichs 1938 an das Deutsche Reich wurden die Industrieanlagen erweitert und ausgebaut, um den Anforderungen der massiven militärischen Aufrüstung gerecht zu werden. Da das Gebiet um das Stammwerk im Tal des Thörlbaches zu wenig Platz bot, wurde mit dem Bau des Werks VI im Nordosten der Stadt begonnen. Zusätzliche unterirdische Stollensysteme, die zum Teil noch erhalten sind, wurden gebaut, um im Notfall dort weiter produzieren zu können. Außerdem gründete die Firma Böhler 1938 die Gemeinnützige-Mürz-Ybbs-Siedlungs-A.G. (GEMYSAG), die mit dem Bau der Hochschwabsiedlung begann. Des Weiteren beschloss die Gemeinde 1943 mit Unterstützung von Böhler die Gründung einer Obusverkehrsgesellschaft, der Mürztaler Verkehrsgesellschaft m.b.H. (MVG). Der Oberleitungsbus-Verkehr wurde 1944 zwischen Kapfenberg und dem Werk VI aufgenommen.
Schon bald nach dem Anschluss bildete sich in Kapfenberg die Antifaschistische Front, eine Widerstandsbewegung mit in etwa einhundert Mitgliedern. Einer der wichtigsten Organisatoren war Anton Buchalka, der 1941 in Berlin hingerichtet wurde.
Für die große Zahl von Kriegsgefangenen und Zwangsarbeitern, die bei Böhler in der Kriegsproduktion eingesetzt waren, wurden mehrere Barackenlager am Schirmitzbühel, nahe dem Werk VI, in Hafendorf und in Winkl errichtet. Ab November 1944 bis zum Mai 1945 wurden in Kapfenberg vor allem die Einrichtungen von Böhler, der Bahnhof sowie der Frachtenbahnhof mehrmals von alliierten Bombern angegriffen.

#### Zerstörung der Rüstungsfabriken und Verstaatlichung von Böhler

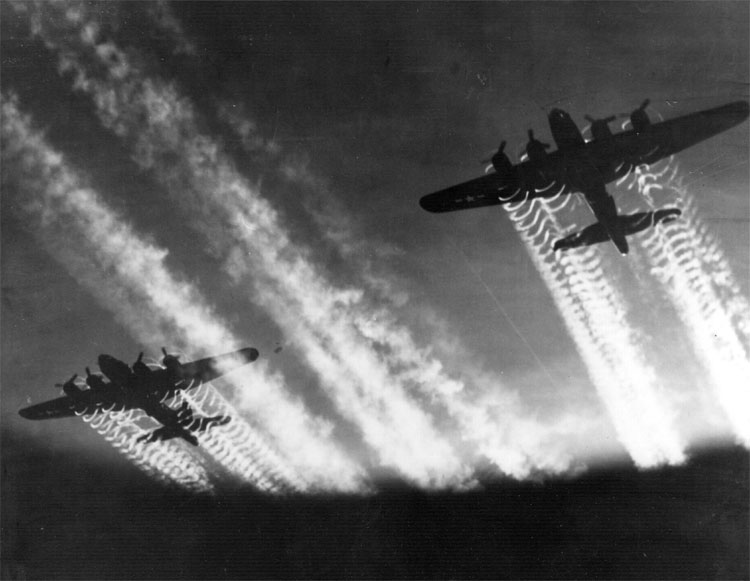
Alliierter Bomberverband

Nach dem Ende des Krieges wurde die Stadt am 9. Mai 1945 durch sowjetische Soldaten besetzt, welche am 24. Juli 1945 von britischen Besatzern abgelöst wurden. Ein DP-Lager für ungefähr 600 jüdische und nichtjüdische so genannte Displaced Persons wurde eingerichtet. Die Zerstörung der industriellen Infrastruktur durch Bombenangriffe und Demontagen der Anlagen durch die Siegermächte war beträchtlich. Im Juli 1946 erfolgte unter der Bundesregierung Figl die Verstaatlichung unter anderem der Böhler-Werke, um so eine weitere Beschlagnahmung der Industrieanlagen durch die Besatzungsmächte zu verhindern.

#### Wiederaufbau
Der erste provisorische Gemeinderat nach dem Krieg konstituierte sich am 25. Mai 1945. Da in der Zeit des Wiederaufbaus die Stadtgemeinde die wieder ständig steigende Nachfrage nach Wohnraum nicht befriedigen konnte, gingen viele Familien dazu über, Eigenheime zu bauen. Diese Initiativen wurden durch die Gemeinde und die Firma Böhler unterstützt. 1947 wurde die Kapfenberger Sportvereinigung (KSV) gegründet und 1950 das Alpenstadion eröffnet. Es folgte eine Zeit, welche durch rege Bauarbeiten gekennzeichnet war. 1954 wurde auch mit der Renovierung der Burgruine Oberkapfenberg begonnen. 1957 wurde der Straßentunnel durch den Schlossberg dem Verkehr übergeben. Im August 1958 kam es im Stadtgebiet zu einer der schwersten Hochwasserkatastrophen des Jahrhunderts und es dauerte zwei Jahre, bis die Aufräumarbeiten beendet waren. 1963 wurde die Südbahn elektrifiziert. Es erfolgte die Gründung des Mürzverbandes, dessen Aufgabe die Abwasseraufbereitung und die Wiedernutzbarmachung der völlig verschmutzten Mürz und des Grundwassers war. 1970 feierte die Firma Böhler ihr hundertjähriges Bestehen.

#### Beginn der Stahlkrise und Entstehung der VEW
Bis zum Jahr 1973 war die Entwicklung von Kapfenberg durch die wirtschaftliche Hochkonjunktur und der guten Auftragslage bei Böhler gekennzeichnet; die Bevölkerung wuchs auf über 26.000 Personen an. Danach führten Ölschock und Stahlkrise zu einem Einbruch in der Entwicklung. Am 1. Jänner 1975 wurde Böhler mit Schoeller-Bleckmann und den Steirischen Gussstahlwerken zu einem Konzern unter dem Namen Vereinigte Edelstahlwerke AG (VEW) verschmolzen und damit der Markenname Böhler aufgegeben. 1982 wurde das Werk von Felten & Guilleaume geschlossen und 600 Arbeitern gekündigt. Auch bei der VEW kam es zu Kündigungen und Frühpensionierungen.
Im November 1983 wurde die erste Röhre des Tanzenbergtunnels für den Verkehr freigegeben. Damit konnte der Durchzugsverkehr die Stadt umfahren, was in der Folge zu einer deutlichen Verkehrsentlastung des Stadtgebiets führte.
In der Nacht vom 9. auf den 10. Februar 1986 fielen etwa 1,7 m Neuschnee in Kapfenberg, wodurch das öffentliche Leben völlig zum Stillstand kam. Die Schneemassen auf den Verkehrswegen und auf einsturzgefährdeten Dächern konnten nur durch Soldaten des Bundesheers und den Einsatz von mehr als 700 Feuerwehrleuten beseitigt werden.

#### Wiederauferstehung der Marke Böhler
1987 wurde der Industriepark in Pötschach von Bürgermeister Klaus Prieschl gegründet, um die Verluste an Arbeitsplätzen in der Stahlindustrie wettzumachen. Im selben Jahr übernahm die Firma Vogel & Noot das ehemalige Werksgelände von Felten & Guilleaume. 1988 erfolgte die Auflösung der Vereinigten Edelstahlwerke (VEW) (Vöest-Alpine); im Jahr zuvor war die Böhler Ges.m.b.H. mit den Standorten Kapfenberg und Mürzzuschlag gegründet worden, welche 1991 mit dem schwedischen Uddeholm-Konzern zur Firma Böhler-Uddeholm fusioniert wurde.
1992 erwarb die Stadtgemeinde die leerstehende Burg Oberkapfenberg von der Familie Stubenberg. In den darauffolgenden Jahren wurde die Burg restauriert und für die Öffentlichkeit nutzbar gemacht. Das Einkaufs-Centrum-Europaplatz (ECE) und die Fußgängerzone um den neu gestalteten Hauptplatz wurden in diesem Jahr eröffnet. Am 5. Oktober 1995 erfolgte die Eröffnung des Standortes der FH Joanneum in Kapfenberg in ehemaligen Gebäuden der Firma Böhler, Werk IV. Aufgrund der allmählichen Verlagerung des Stadtzentrums vom Hauptplatz an den Europaplatz startete die Stadtgemeinde im Jahr 2000 ein Großprojekt zur Revitalisierung und Wiederbelebung der historischen Altstadt.
In den Jahren 2018 bis 2023 errichtete Voestalpine, der Mutterkonzern von Böhler, ein neues Edelstahlwerk in Kapfenberg. Das bis dato modernste Edelstahlwerk der Welt wurde im Oktober 2023 eröffnet.

## Bevölkerung

### Bevölkerungsentwicklung
Die Bevölkerungsstatistik zeigt die starke Abhängigkeit der Stadt von der wirtschaftlichen Entwicklung bei Böhler. Ein erster deutlicher Anstieg der Bevölkerungszahlen lässt sich um 1890 (4368 Einwohner) und in den darauffolgenden drei Jahrzehnten erkennen, als die Gebrüder Böhler das Stahlwerk erwarben. Der Standort profitierte von der starken Exportorientierung des Unternehmens und der Rüstungsindustrie des Ersten Weltkriegs. Die Anzahl der Beschäftigen stieg und mit ihr auch die Einwohnerzahl auf 13.542 (1923). In der Zeit der Weltwirtschaftskrise, welche 1929 begann, ging die Bevölkerungszahl wieder leicht auf 13.369 (1934) zurück.
Mit der Aufrüstung und in der Zeit des Zweiten Weltkriegs stieg die Bevölkerungsanzahl von 13.369 (1934) bis auf 23.789 (1951) wieder stark an. Allerdings ist der größte Anstieg der Bevölkerung der Eingemeindung von Hafendorf zuzuschreiben.
In den Nachkriegsjahren bis 1971 erhöhte sich die Zahl der Bevölkerung bis auf 26.300, das höchste Volkszählungsergebnis in der Geschichte von Kapfenberg. Die Anzahl der Beschäftigten bei Böhler lag 1972 bei 8000. Die darauffolgende Stahlkrise und die fortschreitende Privatisierung des Unternehmens, durch die sich die Zahl der Böhler-Beschäftigen auf 3500 um den Jahrtausendwechsel reduzierte, ließ die Einwohnerzahl bis auf 21.831 im Jahr 2011 sinken. Im Jahr 2015 erklärt sich die Steigerung der Bevölkerungszahl durch die Zusammenlegung der Gemeinden Kapfenberg und Parschlug im Rahmen der Steiermärkischen Gemeindestrukturreform.

### Religionsgemeinschaften
59,6 % (13.251) der Kapfenberger Bevölkerung sind römisch-katholisch und 25,4 % (5.654) sind ohne religiöses Bekenntnis. Etwa 6,4 % (1.412) sind evangelischen Glaubens, 3,7 % islamischen Glaubens (821) und 1,7 % (374) gehören zu orthodoxen Kirchen. Der Anteil der Einwohner israelitischen Glaubens liegt unter 0,1 % (5). 1,3 % (286) gehören sonstigen Religionen an und 1,9 % (431) sind unbekannter bzw. ohne Religionszugehörigkeit.
Die katholischen Pfarren gehören der Diözese Graz-Seckau an, die evangelische Kirche Kapfenberg der Superintendentur Steiermark.
Neben den vier römisch-katholischen Kirchen St. Oswald, St. Martin (beide im 15. Jahrhundert erbaut oder umgebaut), Kirche zur Heiligen Familie (erbaut 1961) und Kirche Maria Königin (erbaut 1957) gibt es noch die evangelische Christuskirche (erbaut 1961). Des Weiteren sind Einrichtungen mehrerer Gemeinden verschiedener christlicher Religions- oder Bekenntnisgemeinschaften unter anderen der Baptisten, Neuapostolischen Kirche und der Pfingstkirche Gemeinde Gottes vorhanden. Auch die Zeugen Jehovas sind schon seit langem im Ort vertreten. Islamische Gebetsräume oder Moscheen sind nicht bekannt.

## Kultur und Sehenswürdigkeiten

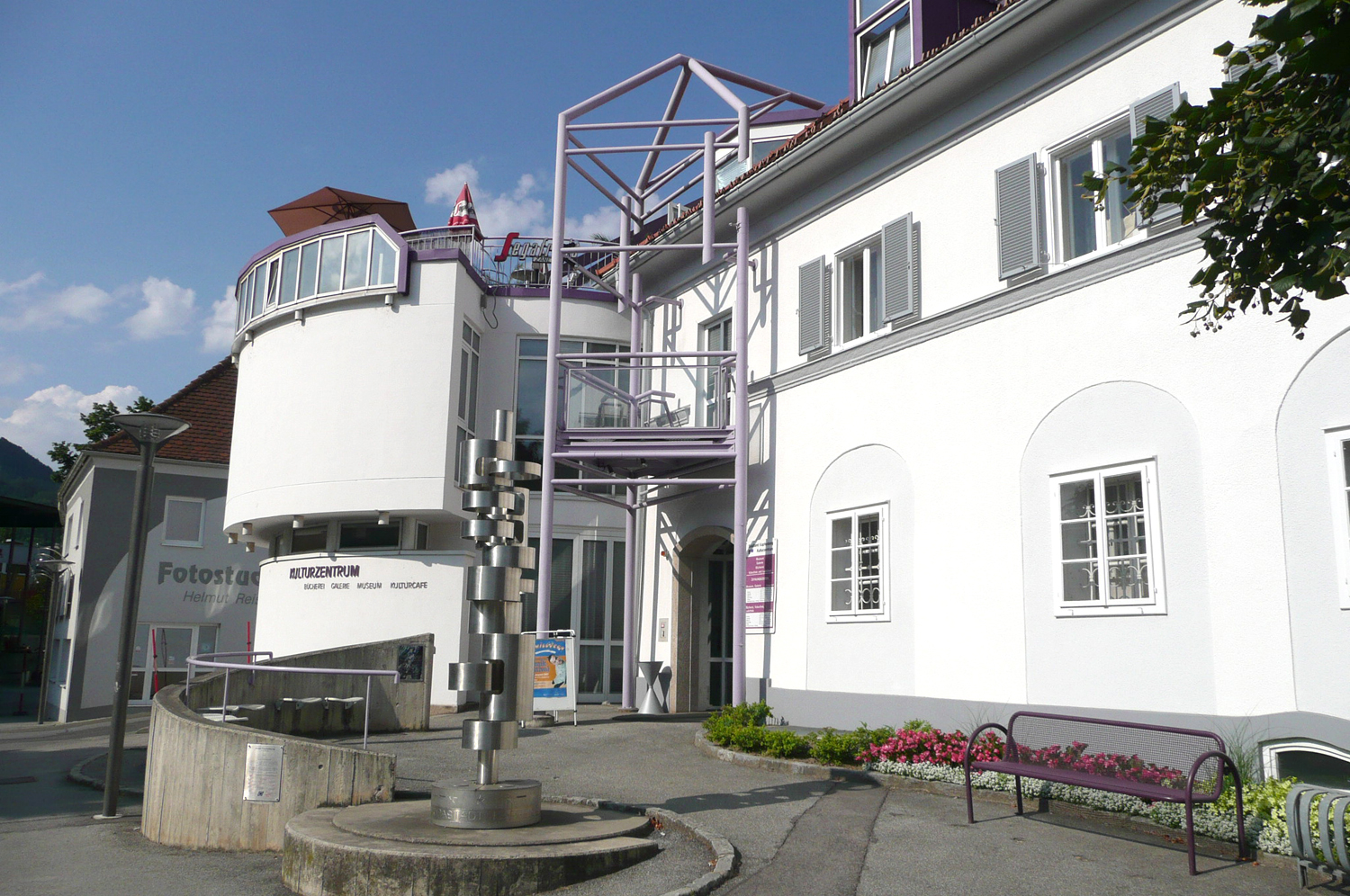
Kulturzentrum mit der Europaplastik im Vordergrund

1989 wurde das Kulturzentrum eröffnet. Es gliedert sich in die drei Bereiche Galerie für angewandte und zeitgenössische Kunst, städtisches Museum (zeigt auf einer Ausstellungsfläche von 350 Quadratmetern die Kulturgeschichte Kapfenbergs) und städtische Bücherei mit Videothek und Ludothek (Gesamtbestand von 20.475 Medien, davon sind 1.538 AV-Medien und 246 Spiele – Stand Dezember 2015). Eine Zweigstelle der städtischen Bücherei befindet sich im Ortsteil Parschlug.
Bis 2016 gab es im Kulturzentrum auch ein Café, welches nach dem österreichischen Schauspieler, Schriftsteller und Kabarettisten Helmut Gustav Friedrich Qualtinger (1928–1986) benannt war. Qualtinger schuf mit einer Aussage seiner Kunstfigur Travnicek das geflügelte Wort „Simmering – Kapfenberg, das nenn i Brutalität“ in Anspielung auf ein Match der beiden Vereine im Jahre 1958, dem Qualtinger beiwohnte. In der letzten Spielminute stieß der Schütze des 1:0, der Kapfenberger Stürmer „Haube“ Hauberger mit dem Simmeringer Tormann Engelmaier zusammen und erlitt einen offenen Knochenbruch.
In der Musikschule Kapfenberg befindet sich seit 2004 ein Kammermusik- und Kleinkunstsaal, der vom Architekten Meinhard Neugebauer geplant wurde.
Am Lindenplatz befindet sich das Dieselkino Kapfenberg mit vier Kinosälen und insgesamt 603 Sitzplätzen und einem angeschlossenen Gastronomiebereich. Hier werden seit 1911 Kinovorstellungen gezeigt.

### Bauwerke

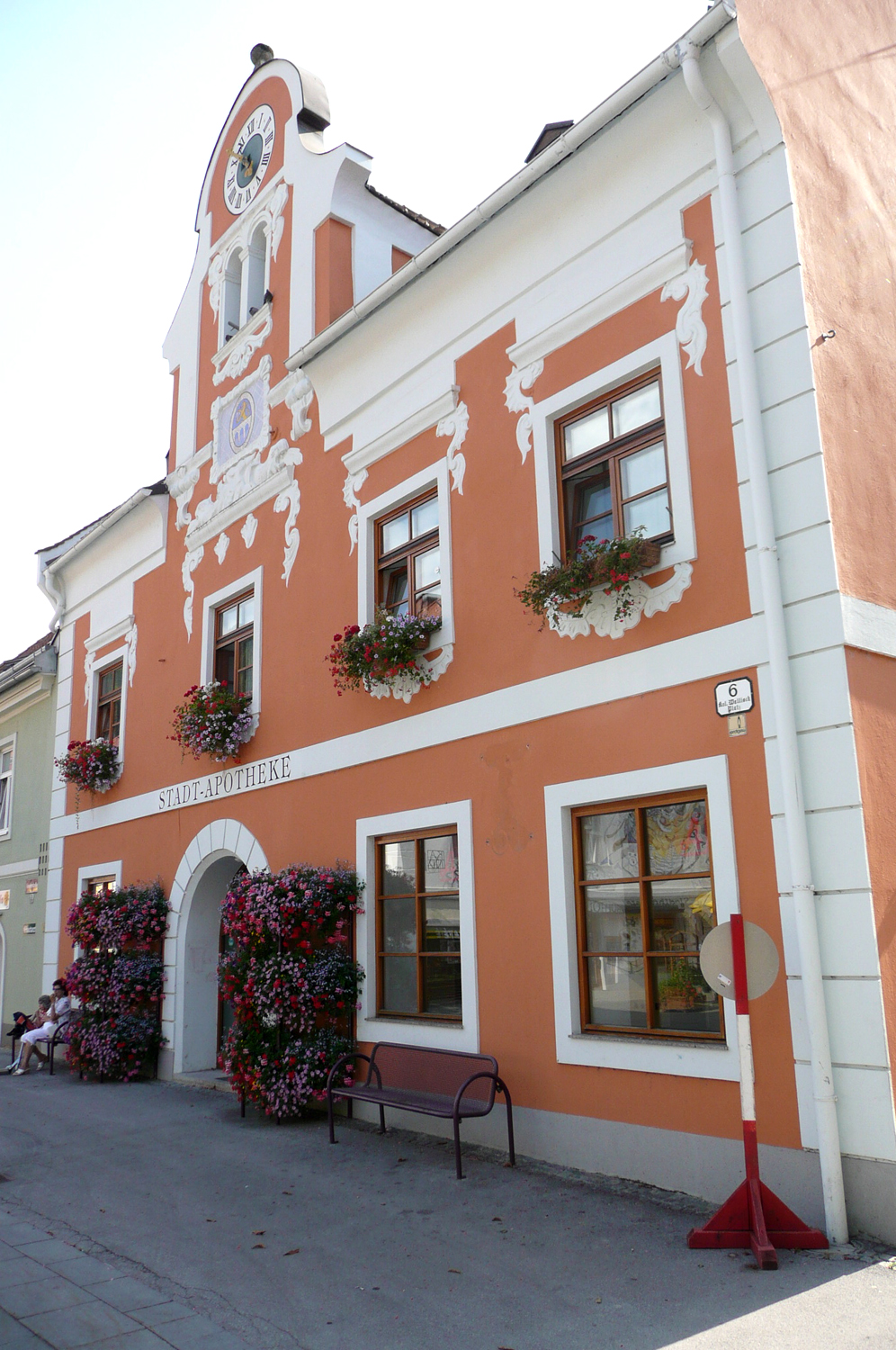
Altes Rathaus

- Die Burg Oberkapfenberg oberhalb von Kapfenberg ist Teil der 1145 erstmals erwähnten Burg Kapfenberg, die im 13. Jahrhundert von den Grafen von Stubenberg als Wohn- und Verwaltungssitz erbaut und um 1550 zur Renaissance-Festung umgebaut wurde. Seit 1992 ist sie im Besitz der Stadtgemeinde. 1994 wurde ein Burgrestaurant eröffnet. Daneben beherbergt die Burg eine Greifvogelschau und seit 2003 werden historische Waffen, sowie in einem Sonderteil, diverse Foltermethoden und Folterinstrumente ausgestellt.
- Von der Feste Altkapfenberg sind nur noch Mauerreste erhalten.[27]
- Das alte Rathaus, welches sich am Hauptplatz befindet, stammt aus den Jahren um 1240. Die heutige Rundgiebelfassade ist barock. Das Gebäude diente von 1604 bis 1911 als Rathaus und danach waren im Erdgeschoß Geschäfte untergebracht.
- Das heutige Rathaus mit der klassizistischen Fassade ist das älteste Haus der Kapfenberger Altstadt und wurde um 1140 erbaut. Der sogenannte damalige Meierhof wurde später zum Schloss Unterkapfenberg ausbaut. Bis 1934 standen um das Haus Steinsäulen mit Ketten, welche die Grenze der Rechtsbezirke der Marktrichter und der Herren von Stubenberg kennzeichneten. Die Gemeinde erwarb das Gebäude erst 1909 und verwendet es seit 1911 bis heute als Rathaus.[3]
- Die Pfarrkirche St. Oswald ist ein spätgotischer Bau, der von 1752 bis 1755 barock erweitert wurde. Sie hat einen dreigeschoßigen Westturm mit spitzem Helm, einen zweijochigen Chor mit 5/8-Schluss, ein dreischiffiges Langhaus und barocke Seitenkapellen. Die Gewölbe sind Platzlgewölbe auf Gurten. Einrichtung und Hochaltar im Rokoko-Stil wurden nach 1770 geschaffen.[28]
- Neben der Pfarrkirche steht die ursprünglich am Hauptplatz aufgestellte Mariensäule (Pestsäule), 1738 vom Bildhauer Johann Matthias Leitner und dem Steinmetz Andreas Zeller geschaffen.[27]
- Ursprünglich war die Kirche von St. Martin ein romanischer Bau, welcher im späten 15. Jahrhundert um ein gotisches, einschiffiges Langhaus erweitert wurde. Anfang des 16. Jahrhunderts wurde die flache Decke der Kirche durch ein Kreuzrippengewölbe ersetzt. Der angebaute Turm wurde 1918 errichtet. Kriegsschäden machten 1961 eine Renovierung des Baus notwendig. Eine weitere Renovierung fand 1980 statt.[3]

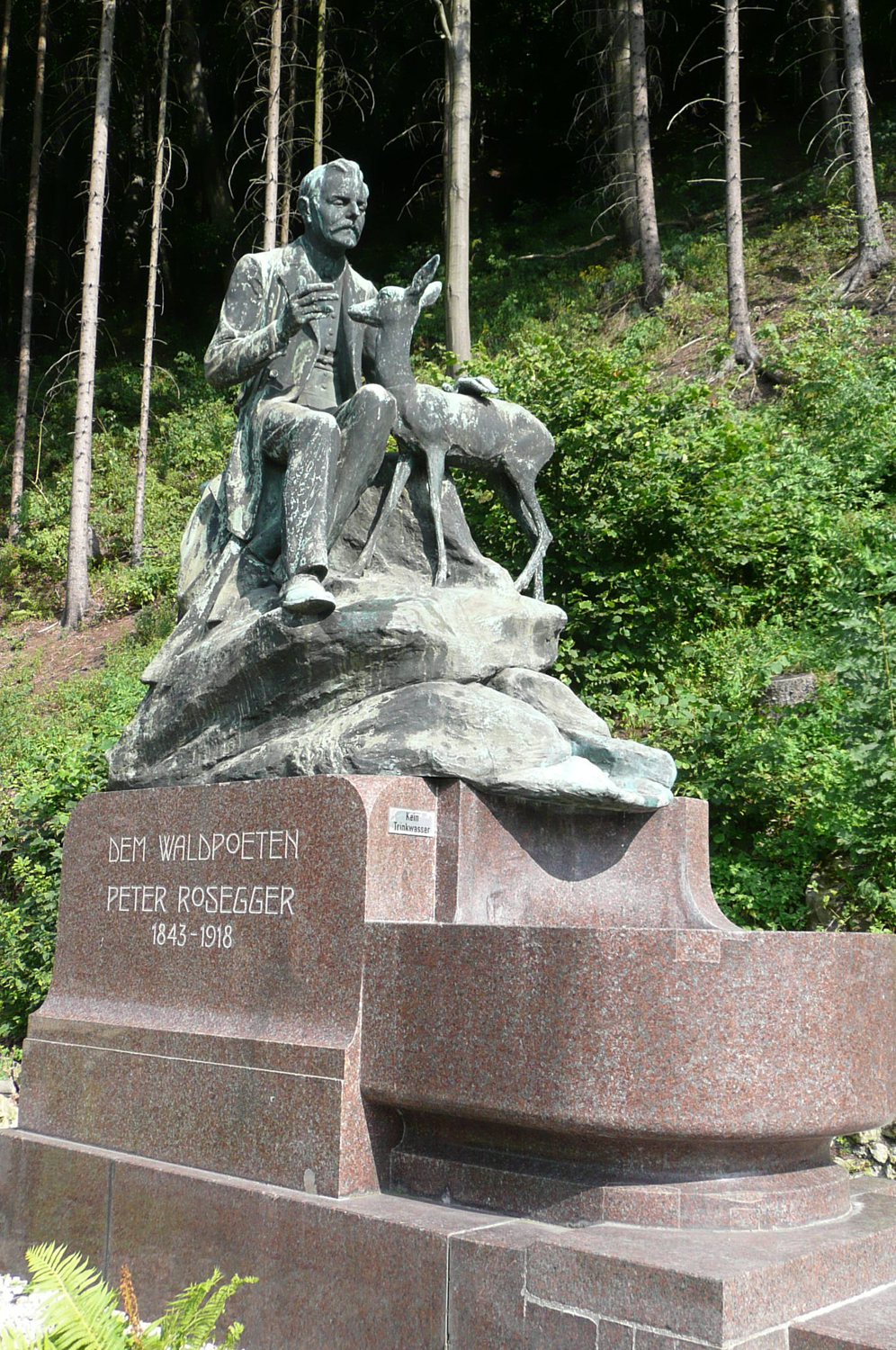
Roseggerbrunnen

- Katholische Pfarrkirche Maria Königin, 1956–1957, und Evangelische Christuskirche, 1957–1961, beide nach Plänen des Kapfenberger Architekten Ferdinand Schuster.
- Schloss Wieden in der Wiener Straße ist ein breiter, zweigeschoßiger Vierflügelbau aus dem 17. Jahrhundert, der im 18. Jahrhundert vergrößert und später noch mehrfach verändert wurde. Bemerkenswert sind die Hofarkaden und die Sgraffito-Dekorationen,[27] einer auf Kratzputz beruhenden Stucktechnik.
- Der bronzene Roseggerbrunnen (oder auch Waldschulmeisterbrunnen) wurde 1908 von Hans Brandstetter geschaffen.[27]
- Die Gebäude der Böhler-Werke sind bemerkenswerte Anlagen, die sich nordwestlich der Altstadt befinden. Zu ihnen gehören der Werksgasthof (1918), ein Privathotel (um 1914), die Werkshallen (1910–1915), der Erlachhammer (Ende 19. Jahrhundert), und die Arbeitersiedlung in der Grazerstraße (1901).[27]
- Weitere sehenswerte Bauwerke sind das mittelalterliche Kandhaus, das 1992 nach Entwürfen des Kapfenberger Künstlers Helmut Kand von der Kunstmalergruppe Die Mauersegler bemalt wurde und das Schmidthaus, ein Jugendstilbau, der 1907 errichtet und 1987 renoviert wurde.[29]

### Naturdenkmäler
Im Nordwesten der Stadt ungefähr 630 Meter über NN liegt die Rettenwand-Tropfsteinhöhle in Kalkschichten der mittleren Trias. Die 1918 entdeckte Höhle wurde 1923 erschlossen und ist seit 1926 für Besucher geöffnet. Das Höhleninnere ist reich an Sinterformen wie Perlsinter, Traubensinter, Knötchen- und Knöpfchensinter. Im Eingangsbereich gab es Funde aus der Steinzeit sowie Knochen, Scherben und Bronzenadeln aus der Zeit um 2600 vor Christus.

## Wirtschaft und Infrastruktur

### Verkehr

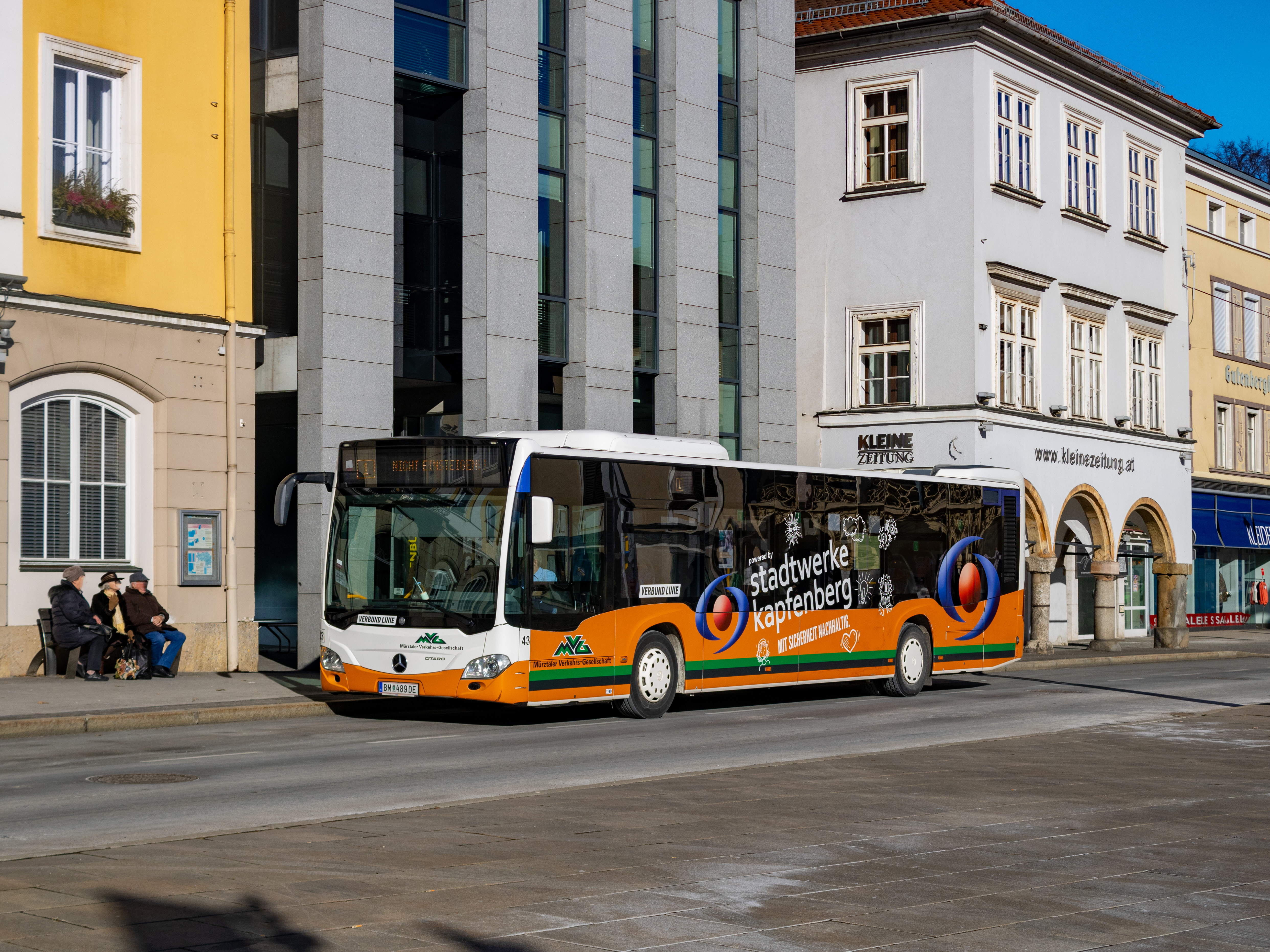
Kapfenberger Stadtbus

- Öffentlicher Verkehr: Die Mürztaler Verkehrs-Gesellschaft mbH (MVG) unterhält in der Stadt, in Bruck an der Mur und Leoben ein Busliniennetz und ist Teil des Verkehrsverbund Steiermark. Vom 20. Oktober 1944 bis zum 15. Februar 2002 verkehrte in der Stadt außerdem der Oberleitungsbus Kapfenberg, er wurde aus Kostengründen durch gewöhnliche Omnibusse ersetzt. Darüber hinaus werden regionale Überlandbusverbindungen Richtung Mariazell betrieben. Des Weiteren führt die Südbahnstrecke durch Kapfenberg. Am Bahnhof Kapfenberg halten stündlich Railjet/EC-Züge in Richtung Wien/Graz. An der Haltestelle Kapfenberg Fachhochschule halten ausschließlich S-Bahnen. Von 2018 bis 2021 wurde der Bahnhof Kapfenberg von den ÖBB generalsaniert und am 19. März 2021 eröffnet. Das Investitionsvolumen betrug 30 Millionen Euro.[30] Seit Fertigstellung gibt es überall einen barrierefreien Zugang und eine bessere Anbindung an den nördlich gelegenen Park-and-Ride-Parkplatz.[31]

- Linien der Verbundlinie:

| Linie             | Verlauf | Anmerkung |
| ----------------- | --- | --------- |
| S-Bahn Steiermark | Bruck an der Mur – Kapfenberg – Kapfenberg Fachhochschule – Marein-St. Lorenzen – Allerheiligen-Mürzhofen – Kindberg – Wartberg im Mürztal – Mitterdorf-Veitsch – Krieglach – Langenwang – Mürzzuschlag |           |

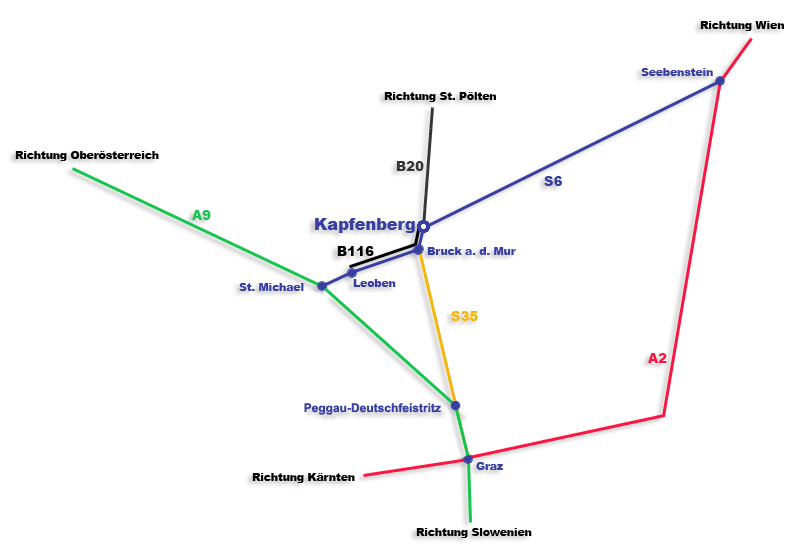
Kapfenberg: Schema Straßennetz

- Straßen und Radwege: Eine der wichtigsten Straßen durch das Gebiet von Kapfenberg ist die autobahnähnlich ausgebaute Semmering Schnellstraße S 6, welche von Nordosten nach Südwesten verläuft und im Tanzenbergtunnel die Stadt umfährt. Die S 6 ist die wichtigste Verbindung nach Mürzzuschlag und Leoben. Parallel zur Mürz und ebenfalls von Nordosten nach Südwesten führt die Leobener Straße B 116 als wichtigste Verbindung zur Nachbarstadt Bruck an der Mur. Die B 116 umfährt die Altstadt, den Europaplatz sowie den Frechner Platz mit Hilfe des Schlossbergtunnels. In Nord-Süd-Richtung verläuft die Mariazeller Straße B 20, welche nach Mariazell und an die nördliche Grenze der Obersteiermark und dann weiter nach St. Pölten in Niederösterreich führt. Richtung Bruck an der Mur, nach vier Kilometer Entfernung, zweigt die S 35 Richtung Landeshauptstadt Graz ab und nach etwa 36 km besteht in Sankt Michael ein Anschluss an die Pyhrn Autobahn A 9. Hier endet auch die S 6 und geht in die S 36 (Murtal Schnellstraße) über. Richtung Norden stellt die S 6 beim Knoten Seebenstein in 80 km Entfernung eine Verbindung zur Süd Autobahn A 2 und damit zur Bundeshauptstadt Wien her. Das Kapfenberger Radwegenetz hat eine Länge von insgesamt knapp 21 km und die Fußgängerzonen haben eine Gesamtlänge von 275 Meter.[32] Die Thörlerbahn wurde 2004 zum Bahntrassenradweg umgebaut.

- Flugverkehr: Der Flugplatz Kapfenberg mit 4.227 Flugbewegungen (2021)[33] wird hauptsächlich für die Sportfliegerei genutzt und verfügt über eine 600 Meter lange Graspiste. Er besteht seit dem Jahr 1962 und seit 1990 sind Direktflüge vom und in das Ausland zugelassen.[34]

Dem Flugplatz ist eine Zivilluftfahrerschule angeschlossen.
Der nächste Flughafen ist Graz-Thalerhof, der circa 76 km entfernt in südlicher Richtung liegt. Er ist von Kapfenberg über die Schnellstraßen S 6, S 35 und die Autobahn A 9 oder mit der Südbahn direkt erreichbar.

### Unternehmen und Beschäftigte

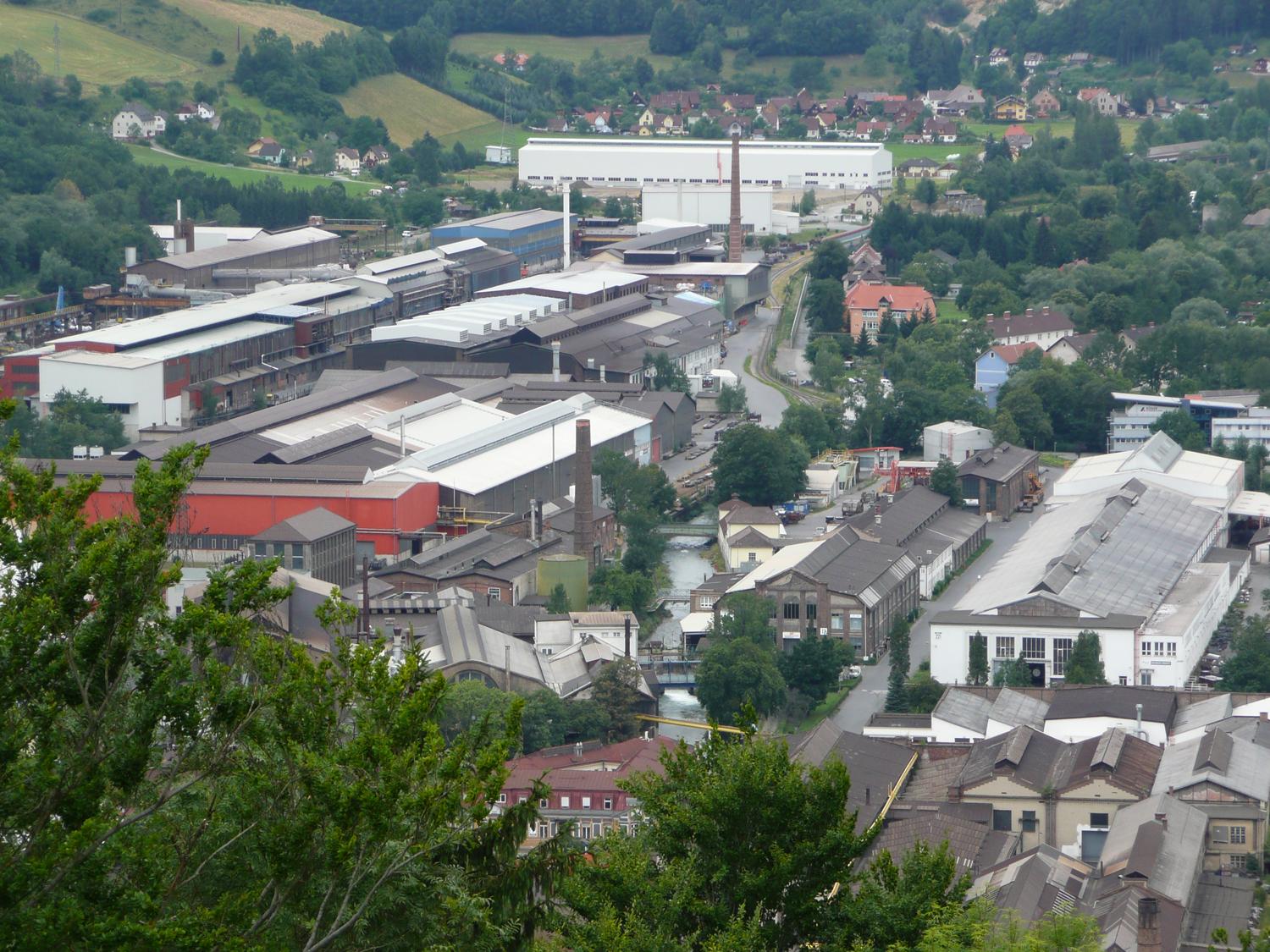
Stammwerk von Böhler

Im Jahr 2001 waren 5343 Beschäftigte (davon 3515 Arbeiter, 1664 Angestellte und 193 Lehrlinge) in 82 Betriebsstätten zur Sachgütererzeugung und 1558 Personen (davon 836 Angestellte, 395 Arbeiter und 152 Lehrlinge) in 262 Betriebsstätten des Handels und mit der Reparatur von Kraftfahrzeugen und Gebrauchsgütern beschäftigt. Der Rest von 4558 Beschäftigten verteilt sich auf andere Bereiche der Wirtschaft.
Die Stahlerzeugung hat seit den 1970er Jahren wesentlich an Bedeutung als Arbeitgeber eingebüßt. Die Stadtpolitik versuchte den wirtschaftlichen Niedergang in diesem Bereich durch Betriebsansiedlungen abzufedern, was ihr auch gelang. Aus diesen Anstrengungen entstanden der Industriepark und zwei größere Einkaufszentren.
Boehlerit GCK hatte seine Wurzeln 1932 in Düsseldorf, ist seit 1950 in Kapfenberg, dem heutigen Hauptsitz und stellt Hartmetallwerkzeuge aus Wolframcarbid-Kobalt-Verbundmaterial her. Mit insgesamt 700 Mitarbeitern werden 110 Millionen Euro Umsatz erzielt. (Stand 2018) 
Seit dem Jahr 2008 betreibt die Kapsch BusinessCom AG das unterirdische Hochsicherheitsrechenzentrum earthDATAsafe, welches auch wegen seiner außergewöhnlichen Architektur bemerkenswert ist.

### Altstadtoffensive
Da die Altstadt mit der Eröffnung des Einkaufszentrums Europaplatz (ECE) kontinuierlich an Geschäften und Attraktivität verlor, wurde an ihrer Revitalisierung gearbeitet, wie Neugestaltung Lindenplatz, Neubau des Hauptplatzes, Umbau der Grazerstraße zur Fußgängerzone, neue Straßenbeleuchtung, Projekt «Wohnen an der Mürz» in der Schmiedgasse. Diese Maßnahmen waren ohne Erfolg zur Anzahl der Handelsbetriebe zwischen den zwei Mürzbrücken, die die Altstadt begrenzen, welche von ca. 70 auf knapp über 20 sanken.

### Medien
Der Fernsehsender MEMA TV Regionales Fernsehen hatte Redaktionsräumlichkeiten in Kapfenberg. MEMA-TV versorgt in etwa 22.000 Haushalte in mehreren Gemeinden der Bezirke Bruck an der Mur und Mürzzuschlag über die lokalen Kabelnetze. Produziert werden die Sendungen Panorama – Das Mur- und Mürztalmagazin und die Nachrichtensendung Mürztal aktuell aber mittlerweile in Bruck an der Mur.
Daneben gibt es auch den, von den Stadtwerken Kapfenberg betriebenen, Sender HiWay TV, der ebenfalls Sendungen aus den Regionen Kapfenberg, Bruck und Leoben produziert und im Kabelnetz der Stadtwerke Kapfenberg zu sehen ist.

### Öffentliche Einrichtungen und Gesundheit
Die Sonderkrankenanstalt Neurologisches Therapiezentrum Kapfenberg (NTK) eröffnete 1999. Das von 1908 bis 1990 private Böhler-Werkskrankenhaus wurde von 1995 bis 1999 neuerbaut beziehungsweise wurden die Altbauten komplett saniert. Es enthält zwei Stationen mit 70 Betten und eine Ambulanz für neurologische Patienten. Um rund 8,7 Millionen Euro hat der Gesundheitsdienstleister Vamed die neurologische Spezialklinik ausgebaut und im März 2021 eröffnet.
In Kapfenberg gibt es 17 Fachärzte (unter anderen für Radiologie und Strahlenheilkunde, Kinderheilkunde, Frauenheilkunde, sowie Inneres), 15 praktische Ärzte, sechs Zahnärzte und ein Zahnambulatorium. Daneben befinden sich in der Stadt noch fünf Apotheken, ein Ambulatorium für Physiotherapie, Einrichtungen für Suchtfragen und Arbeitsassistenz, ein Beratungszentrum für Psychotherapie, ein Frauenhaus, eine Männerberatungsstelle, zwei Seniorenwohnheime und zwei Tierärzte.
Es gibt sechs städtische Kindergärten, eine Kinderkrippe und seit 1982 das Jugend- und Kommunikationszentrum Bunte Fabrik.
Als Dienststelle der Bundespolizei ist in Kapfenberg eine Polizeiinspektion etabliert, welche dem Bezirkspolizeikommando Bruck-Mürzzuschlag untersteht. Sie ist für die Gemeinden Kapfenberg und Tragöß-Sankt Katharein zuständig. Daneben unterhält Kapfenberg auch eine eigene Stadtpolizei.
Der städtische Friedhof mit Feier- und Zeremonienhalle liegt in der KG St. Martin um die gleichnamige Kirche und besteht in der heutigen Form seit 1974.

### Bildung

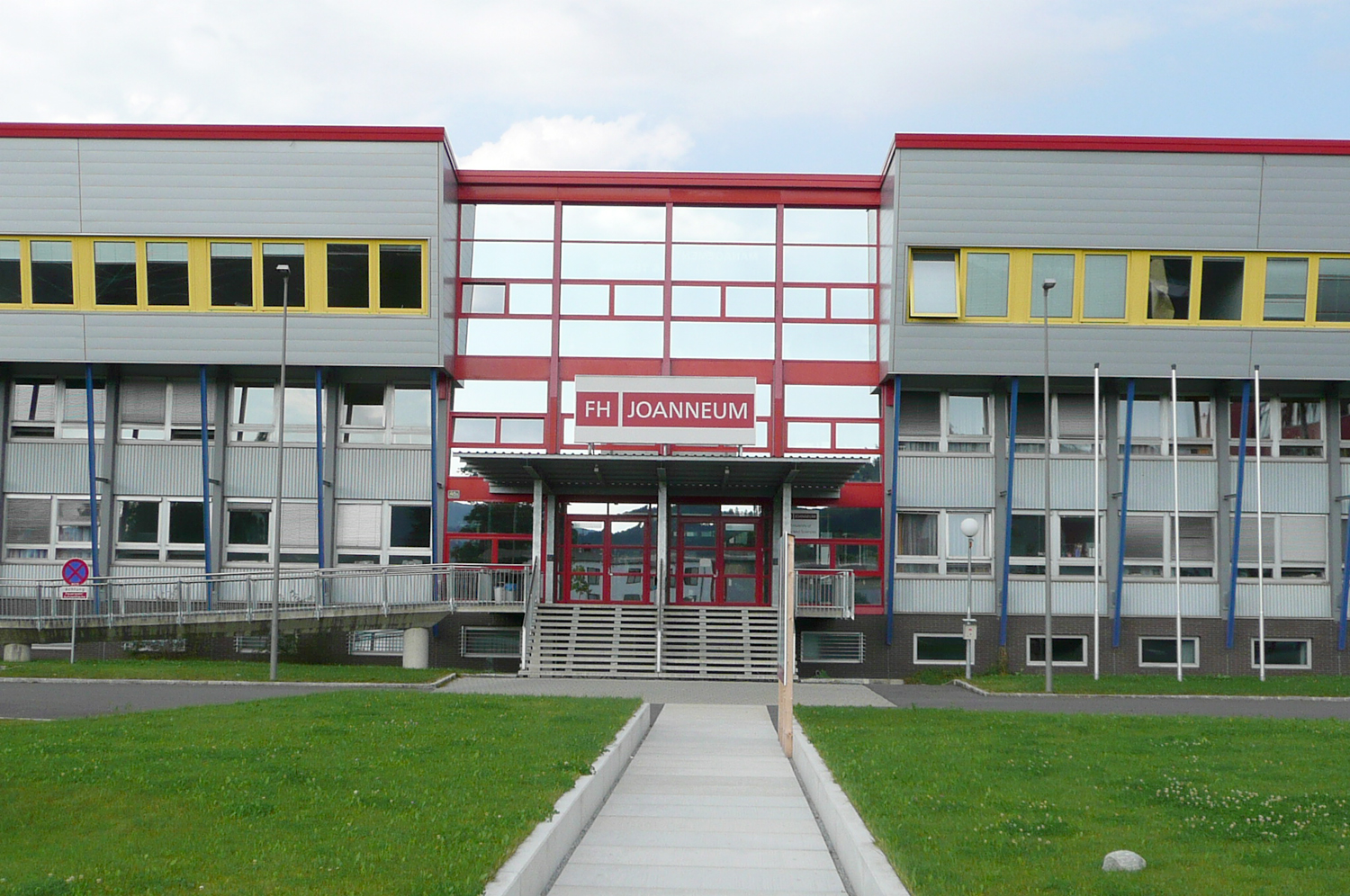
Fachhochschule Joanneum

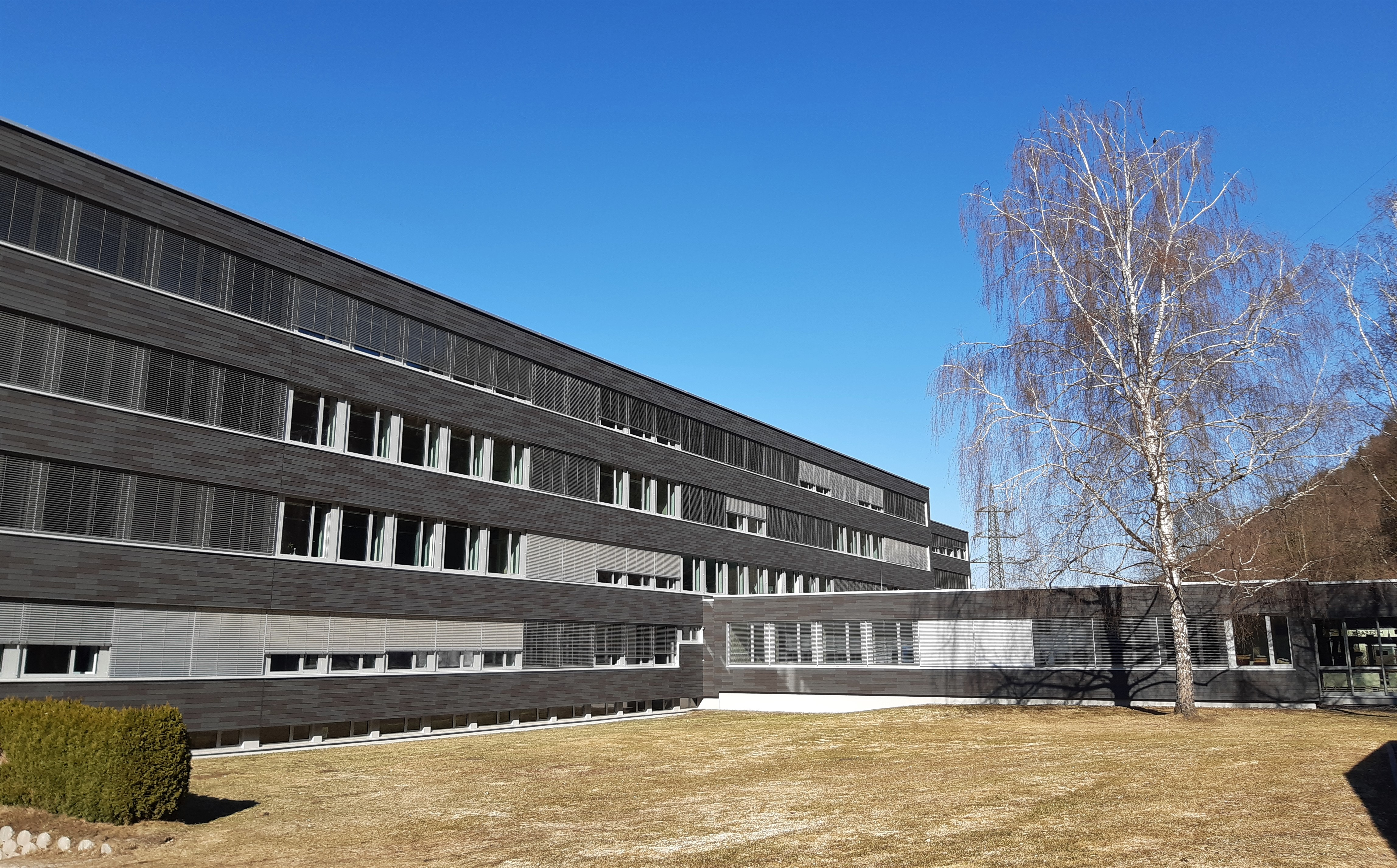
HTL Kapfenberg

In Kapfenberg gibt es acht Volksschulen, zwei Neue Mittelschulen, eine Sonderschule, eine Allgemeinbildende Höhere Schule, eine Polytechnische Schule, zwei Höhere und zwei Mittlere Technische Schulen und eine Mittlere Land- und Forstwirtschaftliche Schule. Erweitert wird dieses Bildungsangebot durch eine städtische Musikschule und eine Volkshochschule.
Die HTBL Kapfenberg bietet sieben Bildungsrichtungen an der Tagesschule mit den Fachrichtungen Informationstechnik, Elektrotechnik, Mechatronik, Luftfahrt-Aviation, Maschinen- und Anlagentechnik, Automatisierung und Robotik sowie Kunststoff- und Umwelttechnik. Außerdem gibt es die berufsbegleitende Abendschule mit Maturaabschlüssen in den Fächern Maschinenbau, Elektrotechnik und Wirtschaftsingenieurwesen.
Seit 1995 ist Kapfenberg mit etwa 890 Studierenden (Stand Sommersemester 2022) einer der drei Standorte der Fachhochschule Joanneum. Folgende Studiengänge werden hier angeboten:
- Advanced Elektronic Engineering (Masterstudium, berufsbegleitend)
- Internettechnik (Bakkalaureatsstudium, Vollzeit und berufsbegleitend)
- IT-Recht und Management (Masterstudium, berufsbegleitend)
- IT & Mobile Security (Masterstudium, berufsbegleitend)
- Software Design (Bakkalaureatsstudium, berufsbegleitend)
- Mobile Software Development (Bakkalaureatsstudium, dual)
- Energie-, Mobilitäts- und Umweltmanagement (Bakkalaureatsstudium, Vollzeit)
- Industrial Management / Industriewirtschaft (Bakkalaureatsstudium, Vollzeit und berufsbegleitend)
- MSc International Supply Management (postgradualer Lehrgang, berufsbegleitend)

### Weltrekord 2014
Zur Steigerung der Bekanntheit der Stadt über die nationalen Grenzen hinweg wurde am 19. September 2014 das bislang längste Lipdub-Video der Welt zum Lied Live Is Life von Opus gedreht. Es dauert 14 Minuten, und ca. 6000 Menschen waren an der Erstellung beteiligt.

### Sport

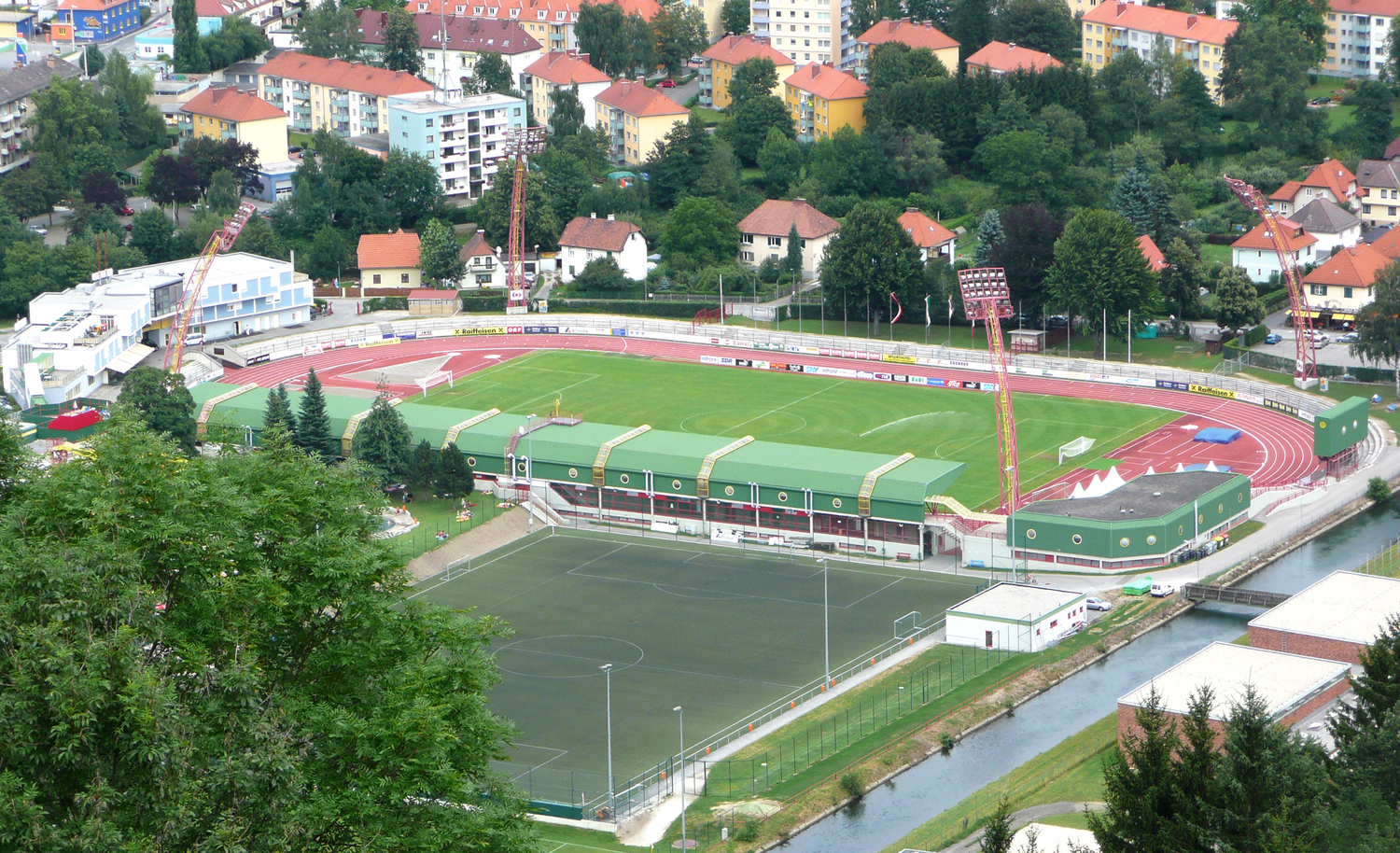
Franz-Fekete-Stadion

In Kapfenberg gibt es ein breites Angebot an Sportstätten. Das Sportzentrum Kapfenberg besteht aus dem Franz-Fekete-Stadion, einem Sporthotel, einem Hallen- und Freibad und aus einer Eis- und Mehrzweckhalle. Das heutige Franz-Fekete-Stadion wurde 1951 als Alpenstadion eröffnet, 1987 völlig modernisiert wiedereröffnet und fasst nach Errichtung einer Zusatztribüne in etwa 10.000 Besucher. Das Stadion soll 2024 umbenannt werden.
- Die Kapfenberger Sportvereinigung (KSV) ist mit circa 5500 Mitgliedern, 24 Zweigvereinen und vierzehn angeschlossenen Vereinen die größte Amateursportvereinigung Österreichs und betreibt neben Fußball die Sektionen Handball, Eishockey, Skifahren, Tischtennis und einige andere.[48] Im Jahr 1997 wurde das Nachwuchsmodell Kapfenberg geschaffen. Unter Einbeziehung der Schulen soll damit neben dem Breiten-, Leistungs- und Spitzensport besonders der Nachwuchs gefördert werden. Die Fußballabteilung spielt aktuell (Stand: Saison 2022/23) in der 2. Liga (zweithöchste nationale Spielstufe) und trat bis 2011 unter Einbeziehung des Sponsornamens als KSV Superfund auf. Nachdem die Mannschaft in der Saison 2007/08 in der Ersten Liga den Meistertitel geholt hatte, spielte sie die Saisonen von 2008 bis 2012 – erstmals wieder seit dem Jahr 1967 – in der Bundesliga. Die größten Erfolge als Steirischer Landesmeister und Pokalsieger lagen in den 1940er Jahren.
- Die zweite Mannschaft des SV Kapfenberg spielt in der Oberliga Nord des Steirischen Fußballverbandes unter dem Namen KSV Amateure I.
- Zu den bekanntesten Kapfenberger Sportvereinen zählt der Basketballverein Kapfenberg Bulls, der von 2001 bis 2004 Österreichischer Basketballmeister der Männer war und 2007 den Cup gewann. Nach mehreren Jahren ohne gewonnenen Titel konnten nach Wechseln in der Vereinsführung von 2017 bis 2019 alle nationale Titel gewonnen werden (Meisterschaft, Cup und Supercup)
- Der Eishockeyklub KSV Icetigers spielte in der zweithöchsten österreichischen Liga (Nationalliga). Die größten Erfolge der 2005 (wieder)gegründeten Mannschaft sind zwei Meistertitel in der Nationalliga in der Spielsaison 1987/88 und 1998/99. Nach einer Insolvenz im Sommer 2009 ist die Eishockeymannschaft eine Sparte der Kapfenberg Bulls. Sie spielten unter diesem Namen in der Oberliga.[49] In der Saison 2019/20 spielen sie wieder unter dem KSV in einer Liga mit dem ATSE-Graz, Zeltweg, Frohnleiten und Hart

Die Spiele der Division I der 26. Eishockey-Weltmeisterschaft der U20-Junioren 2002 fanden vom 9. bis 15. Dezember 2001 in Kapfenberg und Zeltweg statt.

### Regelmäßige Veranstaltungen
Alljährlich findet im Juni auf der Burg das Ritterfest statt, welches eine der größten Veranstaltungen dieser Art in Österreich ist.

## Politik

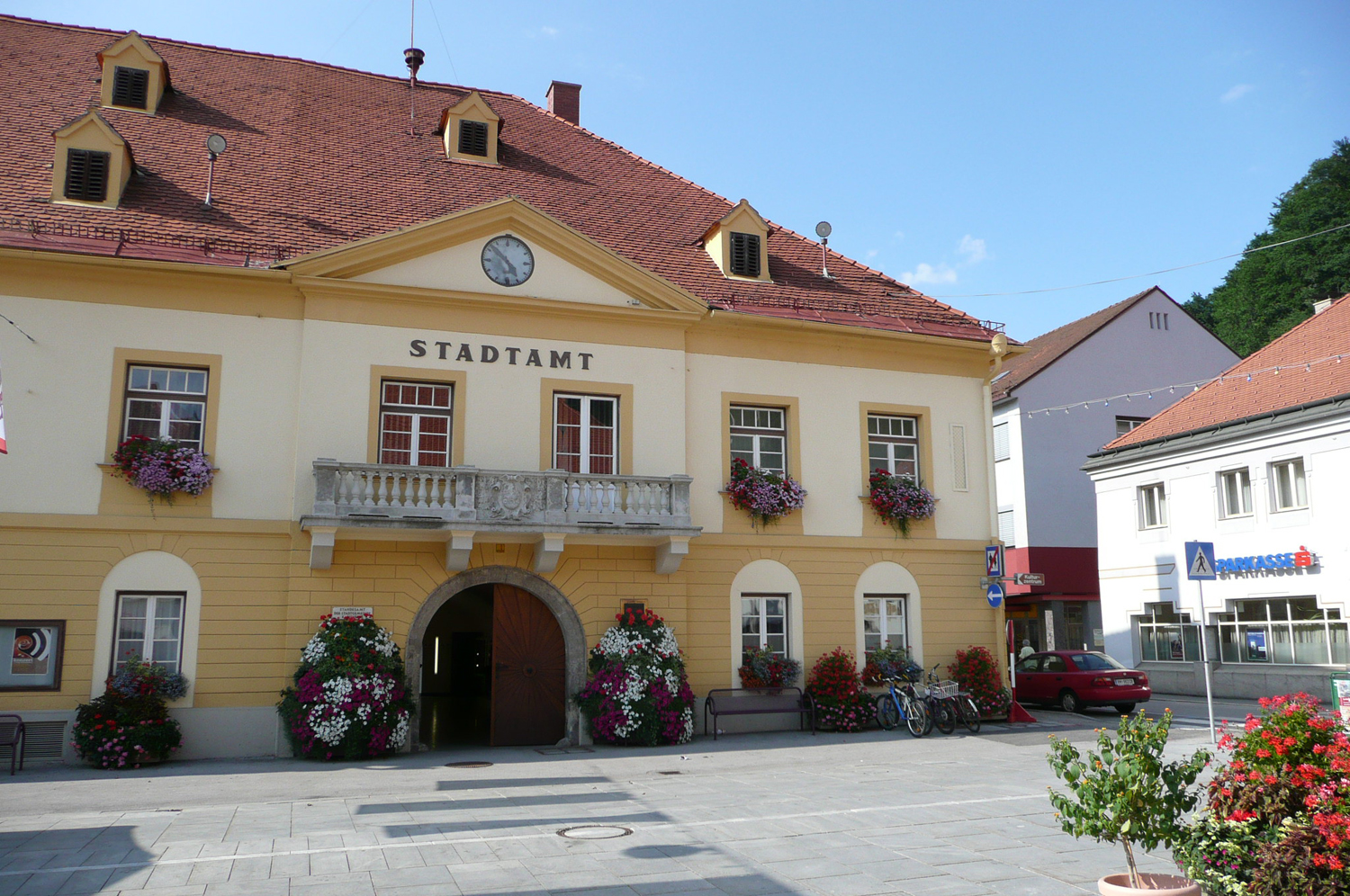
Stadtamtsgebäude

### Gemeinderat
Der Stadtgemeinderat hat 31 Mitglieder.
- Mit den Gemeinderatswahlen in der Steiermark 2000 hatte der Gemeinderat folgende Verteilung: 21 SPÖ, 4 ÖVP, 3 FPÖ, 2 LR und 1 GRÜNE.
- Mit den Gemeinderatswahlen in der Steiermark 2005 hatte der Gemeinderat folgende Verteilung: 26 SPÖ, 3 ÖVP, 1 FPÖ und 1 VOGL.[52]
- Mit den Gemeinderatswahlen in der Steiermark 2010 hatte der Gemeinderat folgende Verteilung: 19 SPÖ, 5 FPÖ, 5 ÖVP, 1 KPÖ und 1 Liste VOGL. [53]
- Mit den Gemeinderatswahlen in der Steiermark 2015 hatte der Gemeinderat folgende Verteilung: 17 SPÖ, 8 FPÖ, 3 ÖVP, 2 KPÖ und 1 VOGL.[54]
- Mit den Gemeinderatswahlen in der Steiermark 2020 hat der Gemeinderat folgende Verteilung: 19 SPÖ, 6 ÖVP, 3 FPÖ, 2 KPÖ und 1 VOGL.[55]
- Mit den Gemeinderatswahlen in der Steiermark 2025 hat der Gemeinderat folgende Verteilung: 21 SPÖ, 6 FPÖ, 3 ÖVP, 1 PERTENEDER.[56]

### Bürgermeister seit 1850
| Amtszeit  | Name                    |
| --------- | ----------------------- |
| 1850–1863 | Wolfgang von Stubenberg |
| 1864–1870 | Wenzel Morawetz         |
| 1871–1873 | Johann Noringbauer      |
| 1873–1895 | Gottfried Göschl        |
| 1895–1898 | Vinzenz Capra           |
| 1898–1905 | Peter Steingruber       |
| 1905–1918 | Vinzenz Capra           |
| 1919–1924 | Josef Sperl             |
| 1924–1933 | Josef Schweighardt      |
| 1933–1934 | Alois Lafer             |
| 1934–1936 | Franz Nestroy           |
| 1936–1938 | Franz Stindl            |
| 1938–1944 | Otto Dietrich           |

| Amtszeit  | Name                  |
| --------- | --------------------- |
| 1944–1945 | Helmut Meyer          |
| 1945      | Ludwig Scheer         |
| 1945–1948 | Adolf Paar            |
| 1948–1949 | Alfred Mikesch        |
| 1949–1962 | Heinrich Scheibengraf |
| 1963–1987 | Franz Fekete          |
| 1987–1999 | Klaus Prieschl        |
| 1999–2005 | Manfred Wegscheider   |
| 2005–2012 | Brigitte Schwarz      |
| 2012–2014 | Manfred Wegscheider   |
| 2015      | Regierungskommissär   |
| 2015–2017 | Manfred Wegscheider   |
| 2017–2024 | Friedrich Kratzer     |
| 2024–     | Matthäus Bachernegg   |

### Wappen und Flagge
Das Wappen wurde dem Markt Kapfenberg auf Betreiben der Stubenberger hin am 15. Dezember 1639 von Kaiser Ferdinand III. verliehen und zeigt die Brücken von Kapfenberg. Das Wappentier – ein Löwe mit Königskrone – hält in den Pranken das Wappen des Hauses Stubenberg, den Anker. Der Anker war jedoch vermutlich in früheren Zeiten eine Wolfsangel oder eine Wurfbarte. Die Wurfbarte, welche an einem Seil befestigt war, wurde als Waffe gegen Ritter verwendet. Erst später wurde diese Wappenfigur zu einem Anker, einem christlichen Symbol und Zeichen eines Ritters, welcher zum Kreuzzug auszog, umgedeutet. Das zu einem Zopf geflochtene Seil am Anker, war möglicherweise ein Hinweis auf die Mitgliedschaft der Stubenberger in der Ritterlichen Gesellschaft zum Zopfe.

Flagge von Kapfenberg

Wegen der Gemeindezusammenlegung verlor das Wappen mit 1. Jänner 2015 seine offizielle Gültigkeit. Die Wiederverleihung erfolgte mit Wirkung vom 1. Dezember 2015.
Die Blasonierung lautet:
„In blauem Schild über silbern geflutetem Schildfuß eine silbern gemauerte gewölbte Bogenbrücke mit vier Pfeilern, auf dieser stehend ein goldener Löwe mit aufgerichteter doppelter Rute, aufgesetzter goldener Königskrone und rot ausgeschlagener Zunge, zwischen beiden Pranken einen aufwärts gestellten silbernen Anker haltend, durch dessen Ring ein goldener Zopf gezogen ist.“
Die Stadtflagge hat drei Streifen in den Farben Weiß-Blau-Gelb mit dem Wappen.

### Städtepartnerschaft und Europastadt

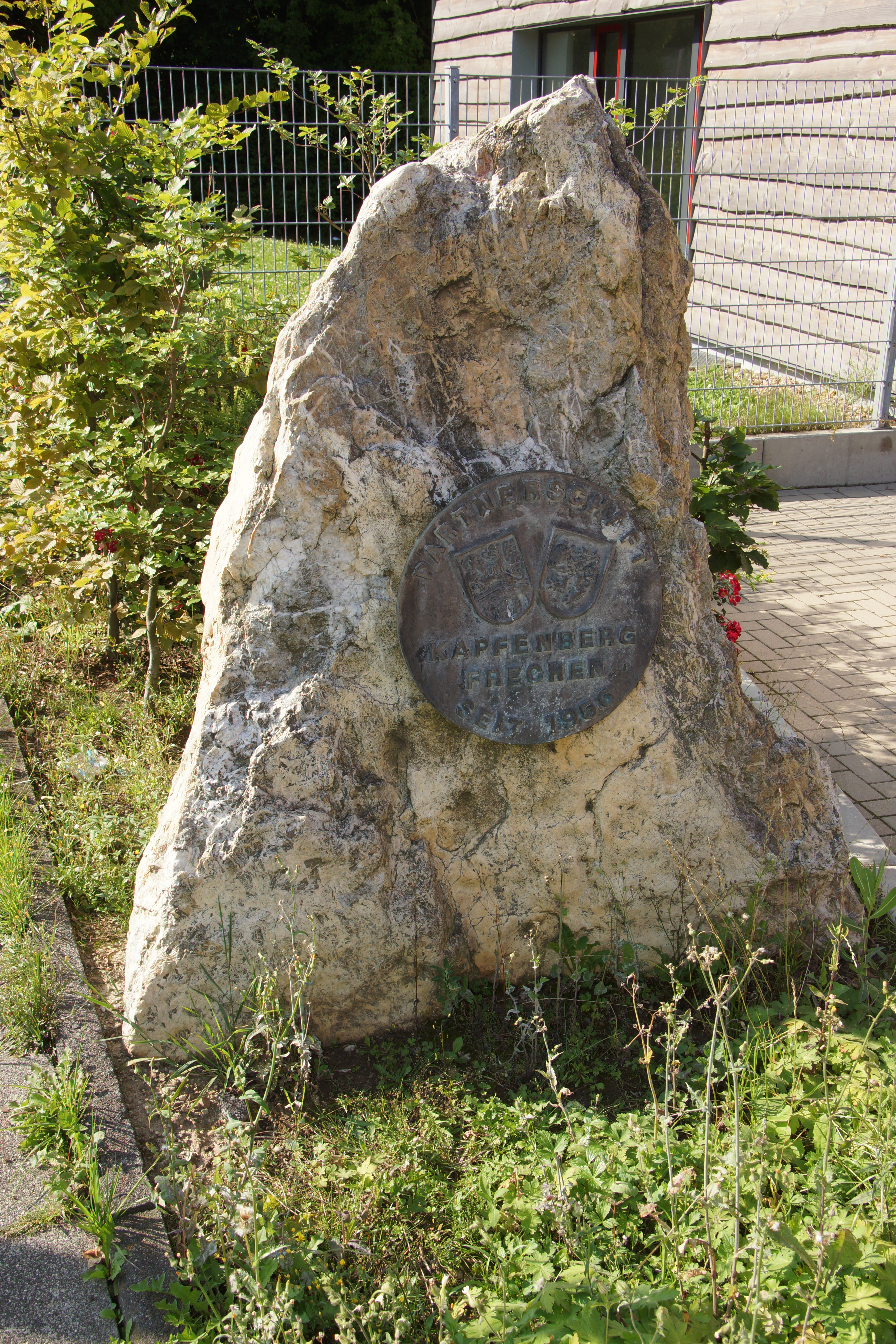
Gedenkstein Städtepartnerschaft in Frechen

1957 beschloss der Gemeinderat einstimmig die Einrichtung einer Städtepartnerschaft mit Frechen in Nordrhein-Westfalen, Deutschland, welche bis heute von beiden Städten auch sehr aktiv gelebt wird. 1963 wurde der frühere Neue Platz in Frechener Platz umbenannt.
Seit 1971 ist Kapfenberg Trägerin der Ehrenfahne des Europarates und nennt sich seither auch Europastadt. Anlässlich der Verleihungsfeierlichkeiten erhielt die sogenannte Schleife oder der Obusplatz den Namen Europaplatz. Der Europaplatz ist gegenwärtig das neue Zentrum der Stadt, an welchem 1992 das Einkaufs-Centrum-Europaplatz (ECE) errichtet wurde. Seit 1998 ist die Stadt auch Trägerin der Europaplakette des Europarates, der zweithöchsten diesbezüglichen Auszeichnung.

### E-Government
Die Stadt verfügt über ein kleines e-Government-Angebot auf ihren Webseiten. Für die Einreichung der Online-Formulare ist eine elektronische Unterschrift in Form der Bürgerkarte erforderlich. Das Angebot an Online-Formularen der Stadt Kapfenberg umfasst zurzeit eine Möglichkeit zur Online-Stellenbewerbung und einen Link zum Webauftritt des Bundesministeriums für Inneres zur Beantragung einer Strafregisterbescheinung.

## Persönlichkeiten

### Ehrenbürger der Stadtgemeinde

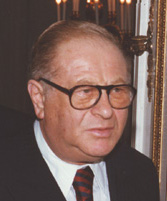
Ehrenbürger Bruno Kreisky

- Gottfried Göschel (* 1825; † 23. Februar 1899), Gutsherr und Bürgermeister des Marktes von 1873 bis 1895.
- Fridolin Reiser (* 1843 in Gammertingen; † 16. Jänner 1909 in Leoben), Montaningenieur, gilt als Mitbegründer der Weltgeltung des Kapfenberger Stahls.
- Vinzenz Capra (* 29. März 1849 in Kapfenberg; † 5. Dezember 1932), Kaufmann und Bürgermeister (1895–1898 und 1905–1919), Gründungsmitglied der Freiwilligen Feuerwehr Kapfenberg.
- Johann Wist (* 19. Juni 1841 in Parschlug; † 10. März 1916), Professor an der TU Graz, entwarf uneigennützig viele Pläne unter anderem für Schulen.
- Leopold Worell (* 8. September 1845 in Groß-Siegharts; † 6. Mai 1921), Kaufmann, Vizebürgermeister und Kassier.
- Josef Sperl (* 1878; † 4. Oktober 1951), Arzt, erforschte die Rettenwandhöhle und gründete die Rettungsabteilung und das Heimatmuseum.
- Heinrich Scheibengraf (* 1. Juli 1910 in Graz; † 29. September 1996 in Bruck an der Mur), Ingenieur und Bürgermeister von 1950 bis 1962, Gründer des Mürzverbandes.
- Bruno Kreisky (* 22. Jänner 1911 in Wien; † 29. Juli 1990 in Wien), Bundeskanzler, half der Stadt bei der Finanzierung großer Investitionen und förderte die verstaatlichte Stahlindustrie.
- Franz Fekete (* 21. September 1921; † 20. Februar 2009), SS-Hauptscharführer, Bürgermeister (1963–1987), verantwortlich für Modernisierung und Ausbau der Sportanlagen, den Bau des Tanzenbergtunnels. Namensgeber für das gleichnamige Stadion in Kapfenberg.
- Josef Gruber (* 1925; † 13. September 2013), Gemeinderat und Landesrat.
- Hans Gross (* 23. Juni 1930 in Graz; † 19. November 1992), Landeshauptmann-Stellvertreter und Gemeindereferent, unterstützte die Stadt tat- und finanzkräftig.

### Söhne und Töchter der Stadtgemeinde
In alphabetischer Reihenfolge
- Waltraud Bachmaier-Geltewa (* 1953), Politikerin und Abgeordnete zum Steiermärkischen Landtag
- Barbara Boisits (* 1961), Musikwissenschaftlerin, Autorin und Herausgeberin
- Melitta Breznik (* 1961), Schriftstellerin
- Ulrike Diebold (* 1961), Physikerin
- Otto Eggenreich (* 1932), Schriftsteller und Herausgeber
- Goldie Ens (* 1954), Pop-Sängerin
- Gerald Fuchsbichler (1944–1995), Fußballspieler
- Grete Jenny (verheiratete Bosnyak; 1930–2015), Sprinterin und Hürdenläuferin
- Max Kalcher (1911–1982), politischer Aktivist, Nationalsozialist
- Erika Kloepfer (1913–2000), Malerin
- Ernst Kovacic (* 1943), Geiger und Dirigent
- Peter Pilz (* 1954), Politiker
- Peter Polleruhs (1949–2022), Politiker
- Claus Raidl (1942–2024), Manager
- Michael Scharang (* 1941), Schriftsteller
- Brigitte Schwarz (* 1960), Politikerin, Bürgermeisterin der Stadt Kapfenberg
- Erwin Spindelberger (* 1956), Angestellter, Politiker und Abgeordneter zum Nationalrat
- Albin Stranig (1908–1944), Maler und Bildhauer
- Wulfing von Stubenberg (1259–1318), katholischer Bischof
- Sepp Tezak (1923–2013), Eisenbahnmaler, -historiker und -journalist
- Heimo Wiederhofer (* 1962), Jazzmusiker
- Franz Witzany (1890–1949), Landwirt und Politiker

### Mit der Stadt verbundene Persönlichkeiten
- Franz Eibel (1904–1934), Kaplan von Kapfenberg-St. Oswald und Opfer der Nationalsozialisten
- Otto Girlinger (1896–1928), bekannt als der „Kühllaster-Mörder“, beging in den 1920er Jahren 19 Morde an jungen Frauen. Er erhielt im Jahre 1928 die Todesstrafe durch Hängen.
- Helmut Weitzer (1901–1976), Industrieller und Manager; wirkte hier von 1924 bis Kriegsende bei Gebrüder Böhler & Co. AG

## Medien
- 2015: Kleinstadt – Dirty Little Secrets? Österreich, Regie: Christian Rabenstein.[62]
- 2003: Weg in den Süden, Österreich, Regie: Reinhard Jud.[63]
- 1983/84: Die Kameraden des Koloman Wallisch, Österreich, Regie: Michael Scharang[64]